# المتحف الأثري في نافبليو
المتحف الأثري في نافبليو (بالإنجليزية: Archaeological Museum of Nafplion)‏ هو متحف يقع في بلدة نافبليو التابعة لمنطقة أرغوليس في اليونان. يحتوي على معروضات من العصر الحجري الحديث والعصر النحاسي والهيلادي والميسيني والكلاسيكي والفترات الهلنستية والرومانية من جميع أنحاء جنوب أرغوليس. حيثُ يقع المتحف في الساحة المركزية في نافبليو.

## اكتشافات كهف فرانشتي
تُعد أفران الطين الباليوليتية (الموجودة في منطقة كلايسورا بالقرب من بروسيمنا) واحدة من أقدم المعروضات في المتاحف. إلى جانبها تجد أدوات حجرية وعظمية وأصداف وعظام حيوانات وأسماك، بالإضافة إلى مجوهرات مصنوعة من هذه المواد. توثق هذه القطع الانتقال من الصيد إلى العصر الحجري القديم ونقلة الزراعة المستدامة من كهف فرانشتي.
يمثل الموقع الأثري هذا، الذي تم التنقيب فيه في الفترة ما بين عامي 1967 و1976، سلسلة متواصلة من الرواسب تمتد منذ فترة تصل إلى 20000 قبل الميلاد على الأقل، وربما حتى قبل ذلك، وصولاً إلى 3000 قبل الميلاد. وهذا يمثل أطول تسلسل مهني مستمر مسجل في أي موقع واحد في اليونان، كما تم تحديده من خلال تحليل الكربون المشع.

### العصر الحجري القديم
يُتوقع من قبل العلماء أن سُكَّان الكهف ربما كانوا من الصُّيَّادِين المُوسِمِين وجامعي الثمار. إذ لم يعثروا علماء الآثار على دلائل تشير إلى وجود سكن خلال أشهر الشتاء، استنادًا إلى تحليل تجمع النباتات.
الأدوات النموذجية التي عُثر عليها كانت مصنوعة من الصوان، بالإضافة إلى حجر السج بما في ذلك شفرة مدعومة، وأداة قطع صغيرة متعددة الأغراض، مع غياب الفخار والهندسة المعمارية.

### العصر الميزوليتي
تشير الأدلة الأثرية إلى وجود فجوة تتراوح بين 300-600 عام بين العصر الحجري القديم والعصر الحجري المتوسط. حيثُ أشار العلماء إلى التغيرات في بقايا الحيوانات والتجمعات النباتية التي قد تؤدي إلى تغير البيئة إلى غابات أكثر انفتاحًا.حيثُ عُثر على حجر السج من ميلوس على بعد حوالي 150 كم وعُثر على مدافن بشرية، سواء عن طريق الدفن أو حرق الجثث جنبًا إلى جنب مع أحجار الرحى الأنديسية التي تشير إلى أن كهف فرانشتي كان مأهولًا.

### العصر الحجري الحديث
تُشير مجموعة المزهريات الطينية والتماثيل الطينية المجسمة على التطور الثقافي الذي حدث خلال العصر الحجري الحديث. اكتشف علماء الآثار بقايا الأغنام والماعز الأليفة، وظهور أشكال من القمح والشعير والعدس بالإضافة إلى الأدوات الحجرية المصقولة وزيادة كبيرة في أحجار الطحن وعناصر المنجل المستخدمة في قطع النباتات.
عُرفت الأواني الخزفية من العصر الحجري الحديث المبكر بأنها أدوات مصقولة ذات لون أحادي داكن، وكانت تتميز بإخضاعها للحرق عند درجات حرارة منخفضة نسبياً. كان يتم رسم نسبة صغيرة منها بأنماط حمراء أو بنية حمراء. وما يثير الدهشة هو أن العلماء قد تخمنوا أن هذه الأواني ربما كانت تُستخدم ببساطة كأشياء فنية تُعرض بناءً على شكلها وحجمها وزخرفتها، بالإضافة إلى مراعاة علامات التآكل والإصلاح.
يعتبر فخار العصر الحجري الحديث الأوسط الموجود في مجموعات المتحف، والمسمى أورفيرنس (باليونانية: Urfirnis)‏، أكثر تجانسًا وأخف وزنًا من التي سبقتها. يعتقد العلماء أن الخزافين تعلموا بوضوح كيفية تنقية الطين بشكل أكثر دقة وحرق منتجاتهم في درجات حرارة أعلى ما يقارب 800 درجة مئوية. تعكس هذه الخزفيات إلى تنوع أشكال ومؤشرات تغير اللون الحراري إلى استخدامها كأوعية للطهي. تشير الممتلكات الجنائزية، بما في ذلك الأدوات العظمية وشفرات حجر السج والفخار، إلى تراكم الممتلكات الشخصية بالإضافة إلى تطور الوضع الاجتماعي الهرمي.
يعود تاريخ عرض المتحف للأواني الفاخرة المصقولة باللون الأسود إلى أواخر العصر الحجري الحديث. حيث أنها مزينة بطبقة من الطلاء الأبيض مما يعطي انطباعًا سلبيًا على السطح الأسود. يتم أيضًا تقديم الفخار ذو النمط الداكن على الضوء المطلي بطلاء باهت من المنغنيز من تلك الفترة.

## معرض كهف فرانشتي

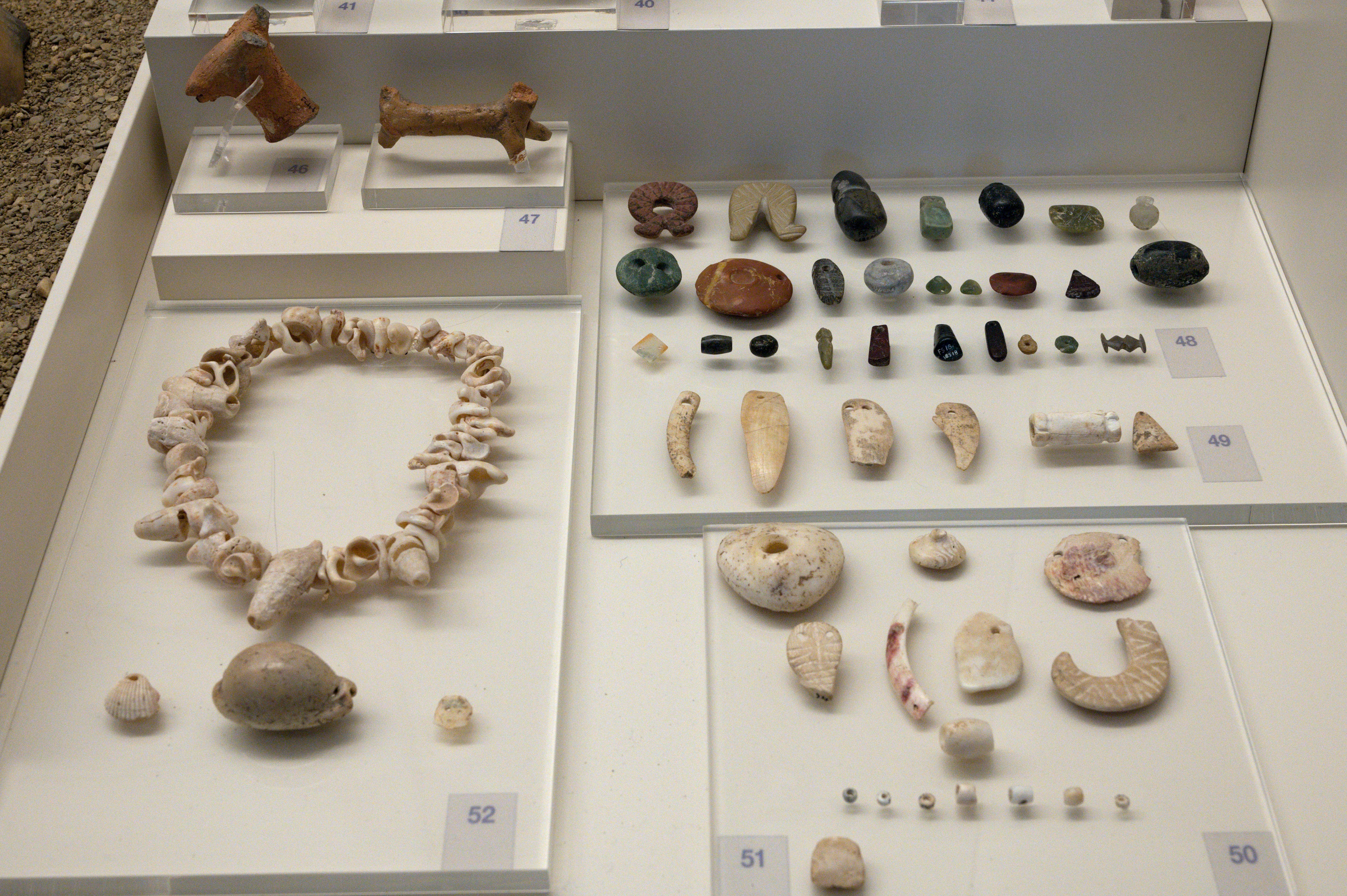
أصبح استخدام الفخار شائعًا خلال هذه الفترة وتم العثور على قطع من المجوهرات، كان الكثير منها مصنوعًا من الأصداف.
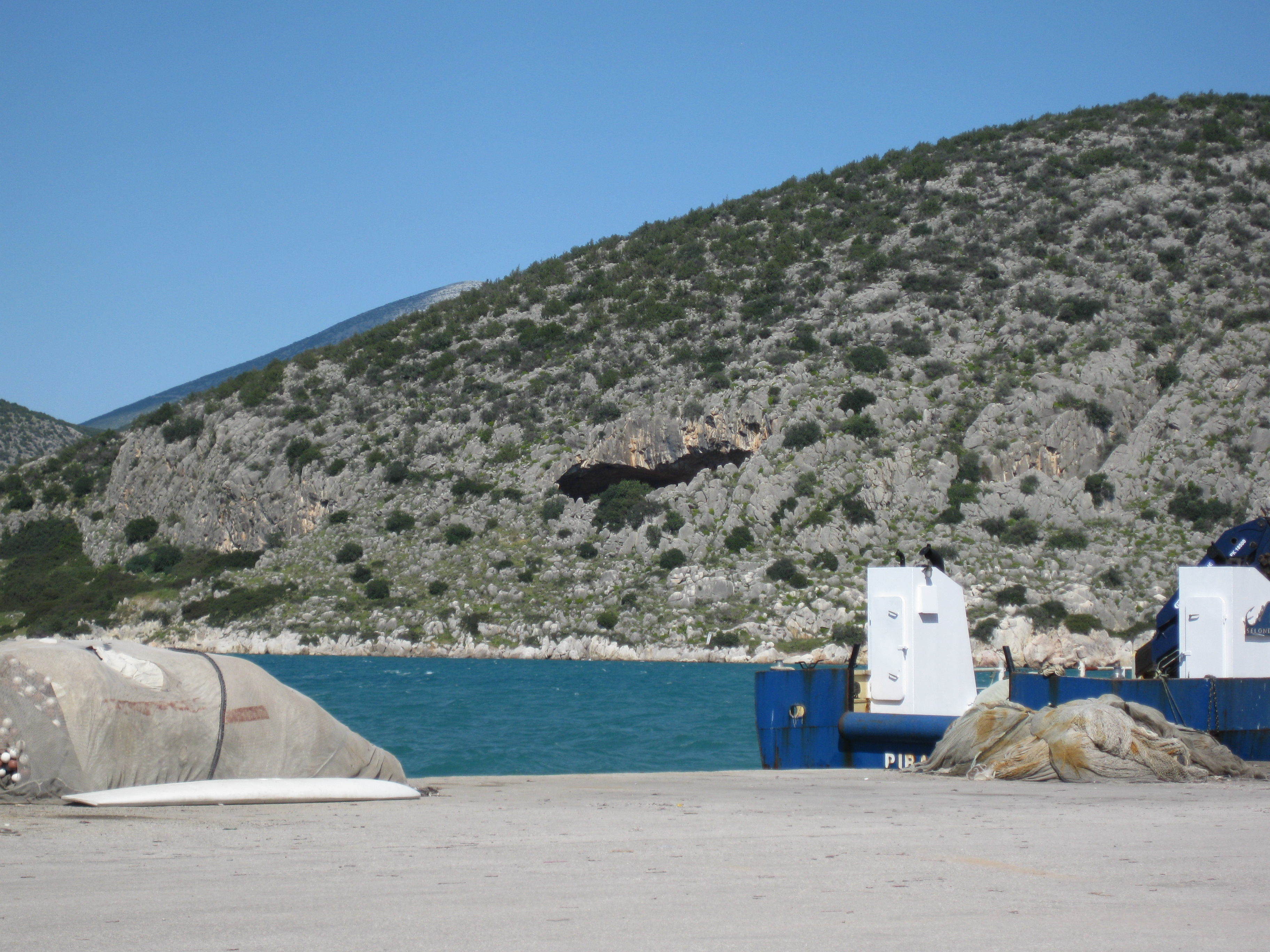
يقع كهف فرانتشي على الجانب الشمالي من خليج كويلادا في جنوب غرب ارجوليداس.
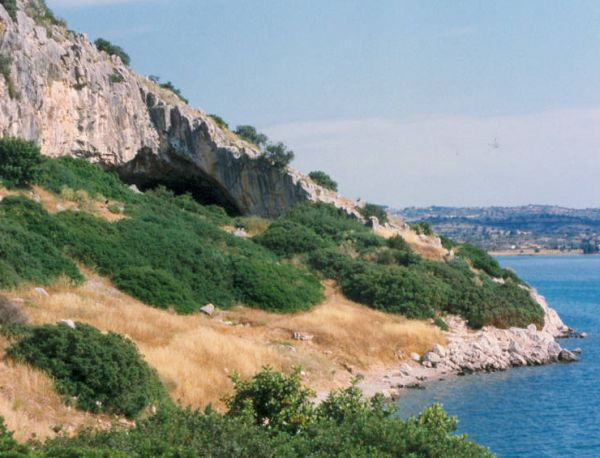
لا يوجد دليل على أن الكهف كان مأهولًا بعد عام 3000 قبل الميلاد.
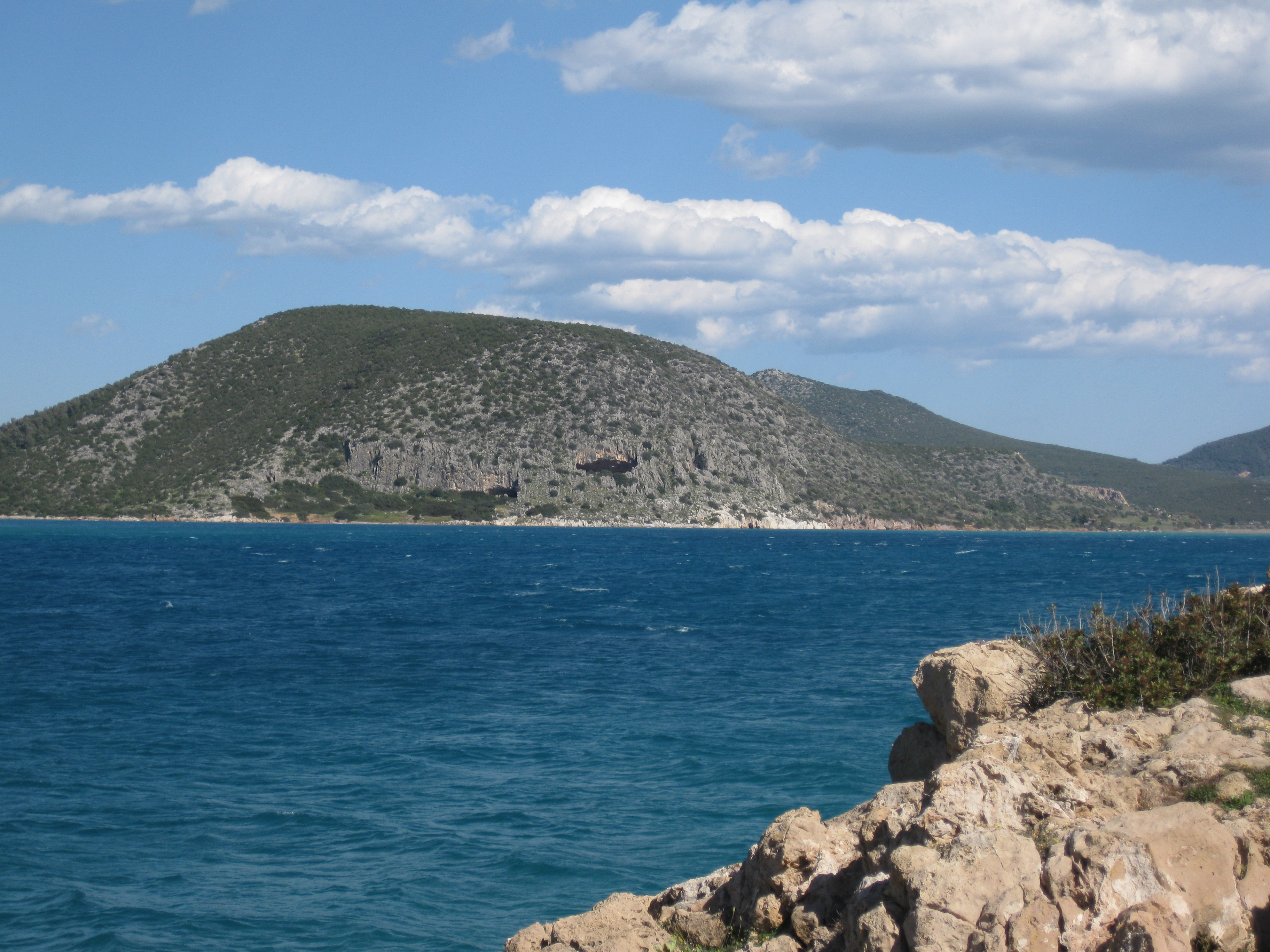
هُجر الكهف عام 3000 قبل الميلاد، ومن المحتمل أن يكون ذلك بسبب ارتفاع منسوب مياه البحر الذي غمر السهل الذي تعتمد عليه الزراعة بالإضافة إلى المستوطنة نفسها.
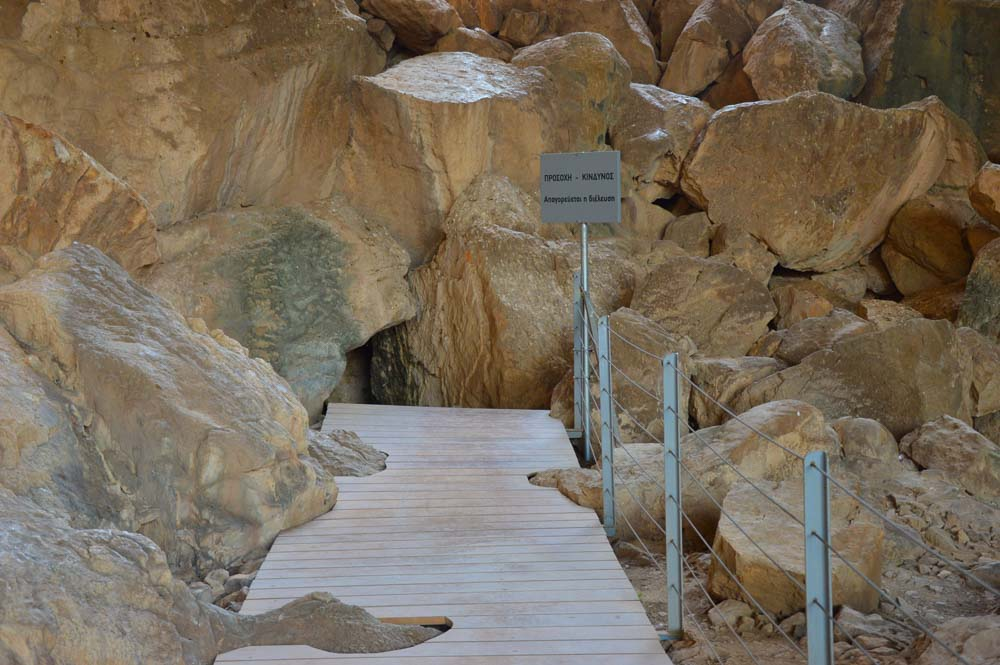
عانى الكهف أيضًا من الزلازل وأدى هذا النشاط الزلزالي إلى سقوط الصخور مما أدى إلى تقليل مساحة المعيشة القابلة للاستخدام بشكل كبير.
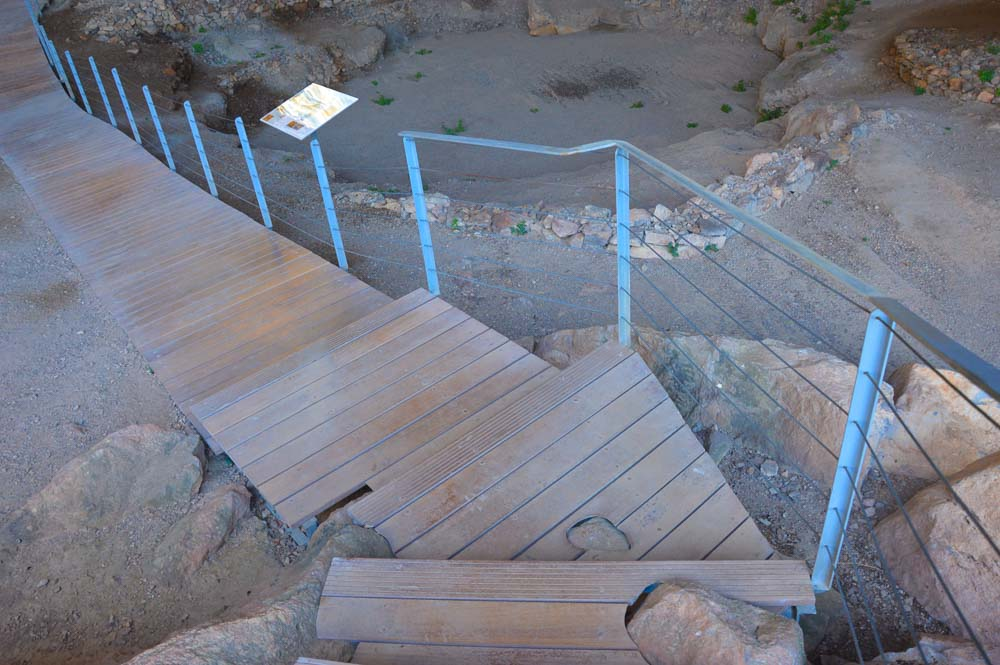
تعود بعض القطع المكتشفة داخل الكهف إلى العصر البرونزي مما يشير إلى أنه تمت زيارته بشكل دوري وهناك بعض الأدلة على أن فرانشتي خدم نوعًا من الوظائف الدينية أو العبادة في العصور الكلاسيكية.
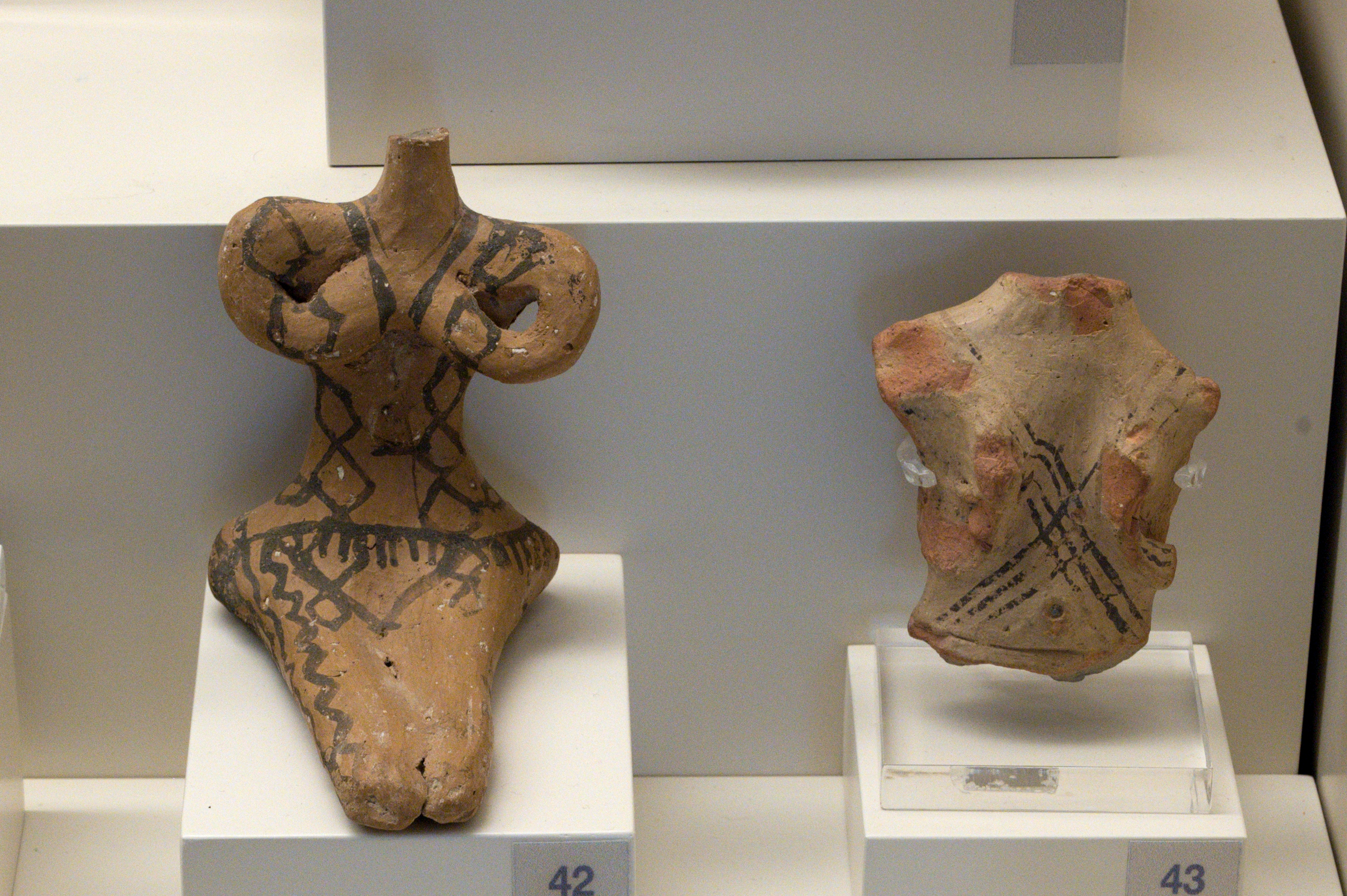
الكهف مفتوح في جميع الأوقات والدخول مجاني.
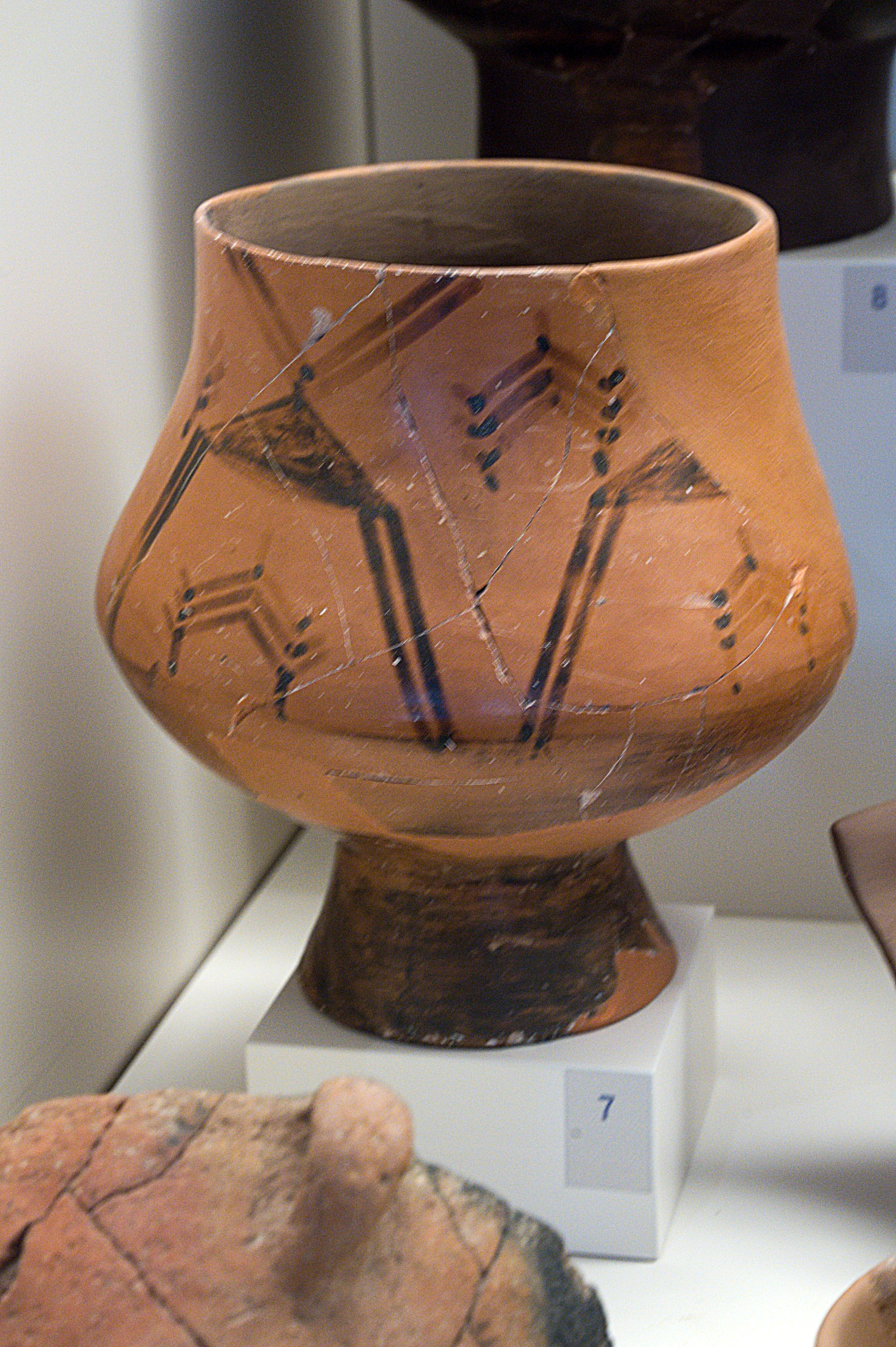
ومن المعروف أنه كان لا بد من استيراد المواد الخام، ويقترح أن الموقع كان يضم ورشة لتصنيع الخرز وما شابه ذلك التي كان يمكن استخدامها لأغراض تجارية.

## اكتشافاتالفترة الهلادية
تُمثل الفترة الهلادية المبكرة (3300-2100/2000 قبل الميلاد) بمعروضات من تيرينز وأسين وبرباتي وبالايا إبيداوروس. تشمل القطع الأثرية من الفترة الهلادية المبكرة الفخار والحجر والطين والأختام البرونزية والأختام الطينية وأدوات العظام والتماثيل الرخامية المبكرة من سيكلاديك وموقد طين من برباتي ومبرد نبيذ محفوظ جيدًا من تيرينز يعود تاريخه إلى 2700-2200 قبل الميلاد.
تُعتبر المزهريات وغيرها من المصنوعات اليدوية من المستوطنات الهيلادية الوسطى في تيرينز وأسين وبرباتي بالإضافة إلى مقبرة بالاميدي برونويا في نافبليون وميديا تغطي النطاق الزمني الكامل للفترة الهيلادية الوسطى (2100/2000-1600 قبل الميلاد)، وهي الثقافة التي شكلت الركيزة للثقافة الميسينية.

### تيرينز
كان تيرينز عبارة عن حصن على أحد تلال شبه جزيرة أرغوليذا، ويعود تاريخ احتلاله إلى سبعة آلاف عام. نُقب عنه بواسطة هاينريش شليمان في عام 1884-1885،حيثُ كان موقع التنقيب المستمر من قبل المعهد الأثري الألماني في أثينا وجامعة هايدلبرغ.
بُنيت مستوطنة مزدهرة تعود إلى فترة ما قبل الهيلينية على بعد حوالي 15 كم جنوب شرق ميسينا في الموقع خلال منتصف الألفية الثالثة قبل الميلاد وتضمنت تحصينًا دائريًا؛ الذي شُسد من جدارين حجريين.
بُني الأكروبوليس على ثلاث مراحل، الأولى في نهاية الفترة الهيلاديكية الثانية المتأخرة (1500-1400 قبل الميلاد)، والثانية في أواخر الفترة الهيلاديكية الثالثة (1400-1300 قبل الميلاد)، والثالثة في نهاية الفترة الهلادية المتأخرة الثالثة ب (1300-1200 قبل الميلاد).
شهدت المدينة أكبر نمو لها خلال الفترة الميسينية لكنها عانت من الكارثة التي ضربت المراكز الميسينية في نهاية العصر البرونزي. ومع ذلك، لم يتم التخلي عنها، حيث تشير الأدلة الأثرية إلى أنها كانت مأهولة بشكل مستمر حتى منتصف القرن الثامن قبل الميلاد.

### أسين
كانت أسين أيضًا مدينة أرجوليس القديمة وقد ذكرها هوميروس في الإلياذة على أنها كانت تحت حكم ديوميديس (ملك أرجوس). ويقال أنها تأسست على يد دريوبس، وهي قبائل من السكان الأصليين في اليونان القديمة عندما طردهم هيراكليس والماليون من وديان جبل أويتا وأعطوا موطنهم للدوريين.

## معرض هلادي

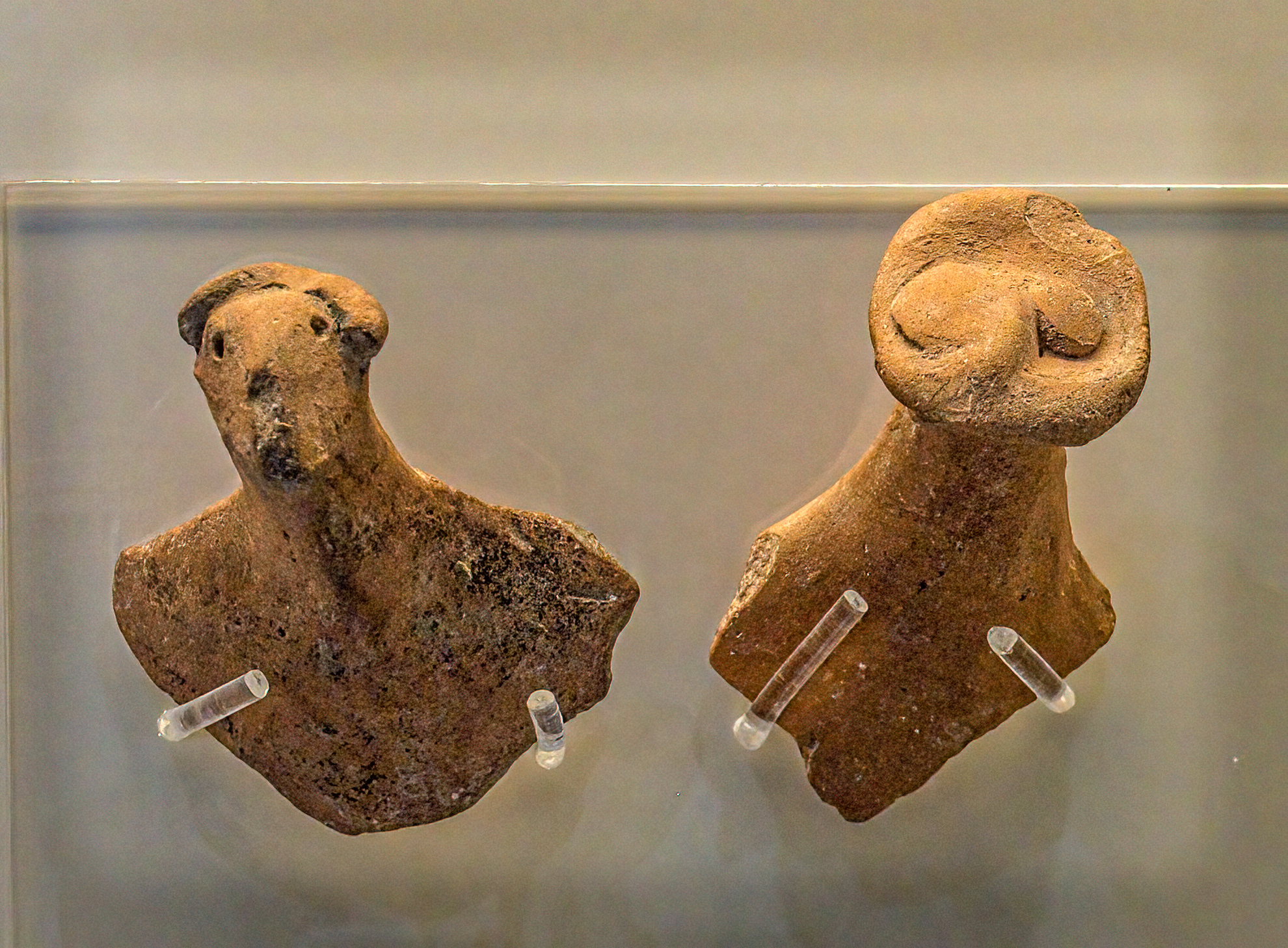
شظايا تمثال الهيلاديك المبكر (2700-2000 قبل الميلاد).
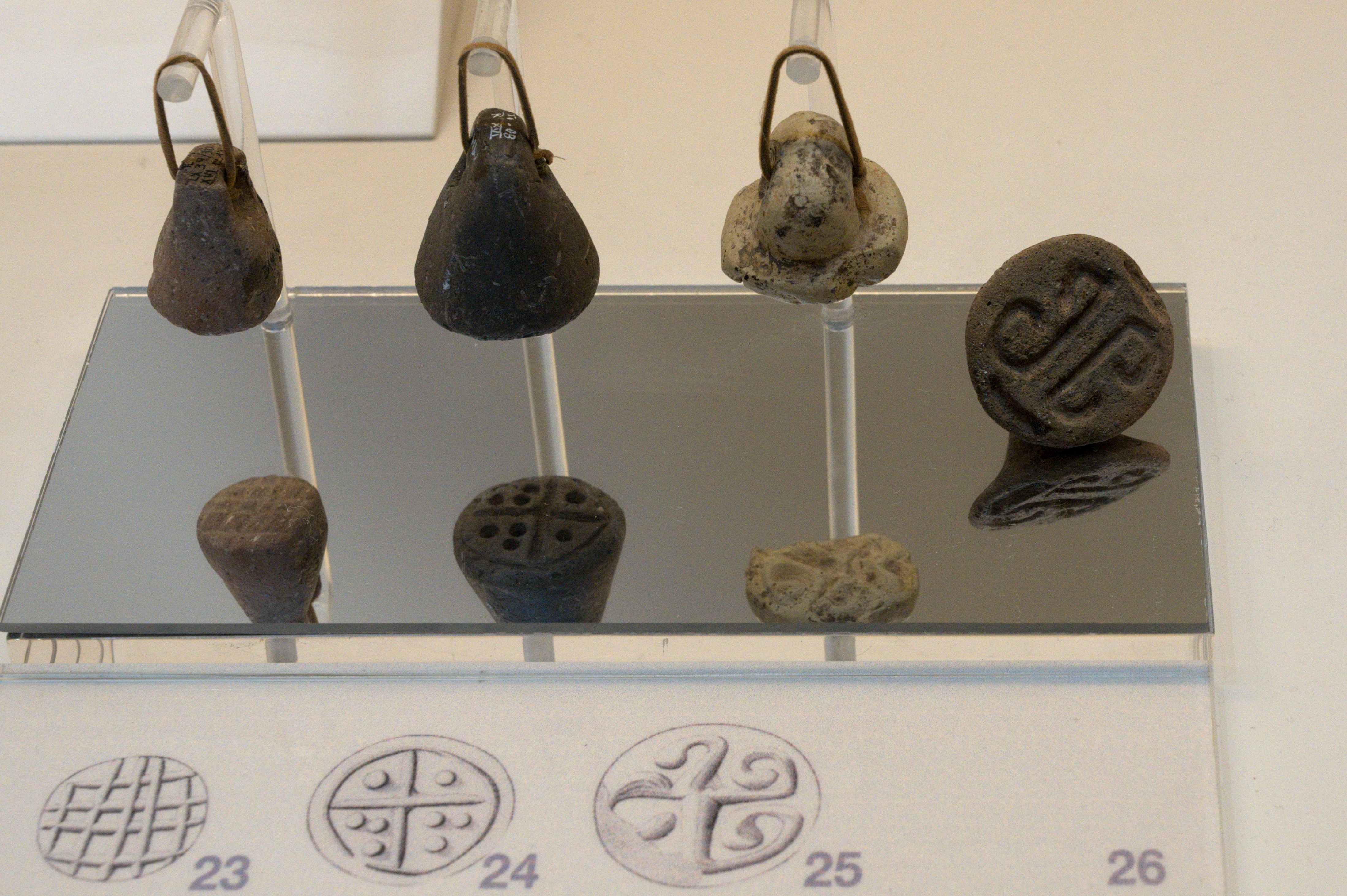
الأختام (2700-2200 قبل الميلاد).
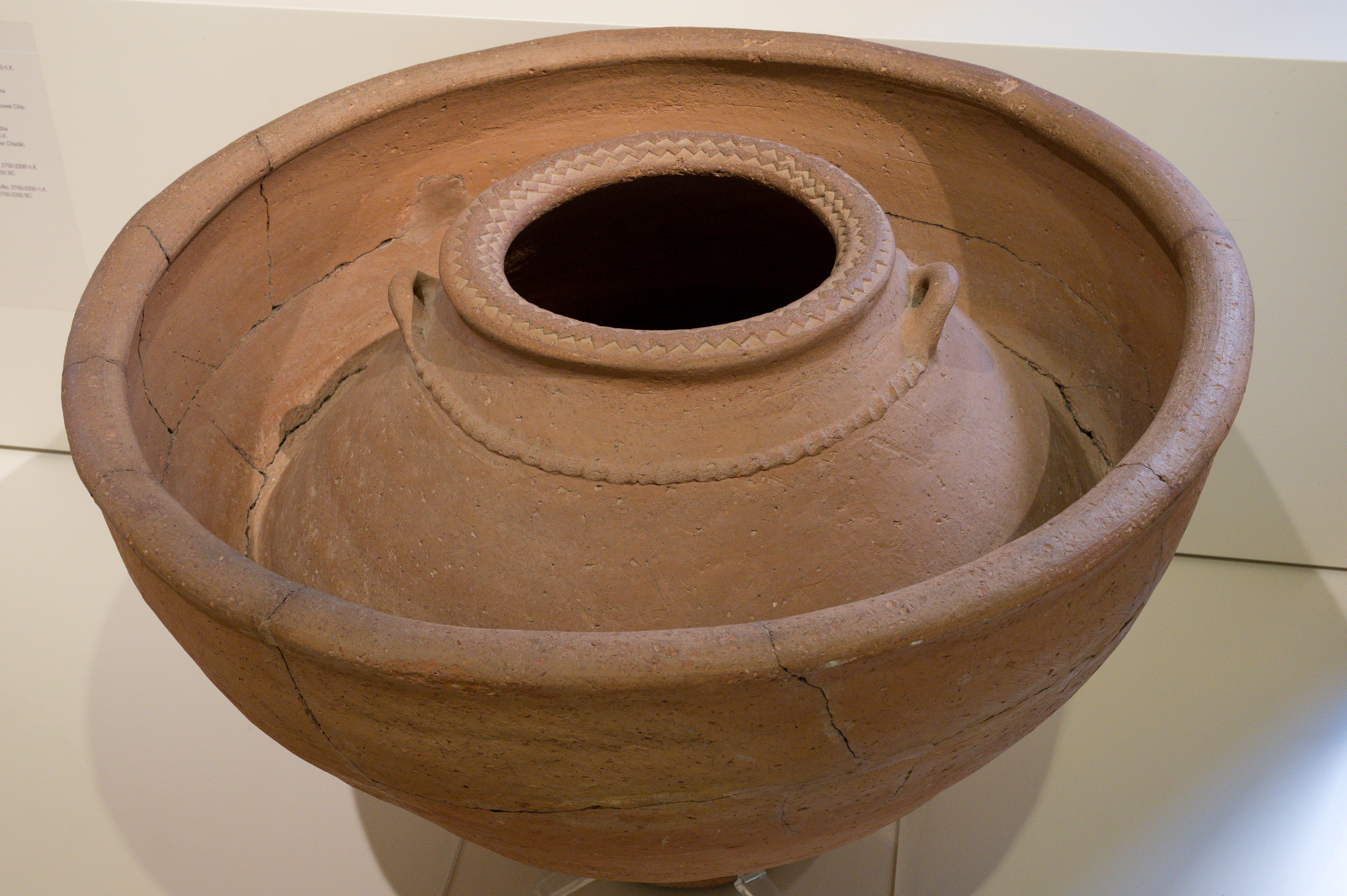
مبرد النبيذ (2700-2200 قبل الميلاد).
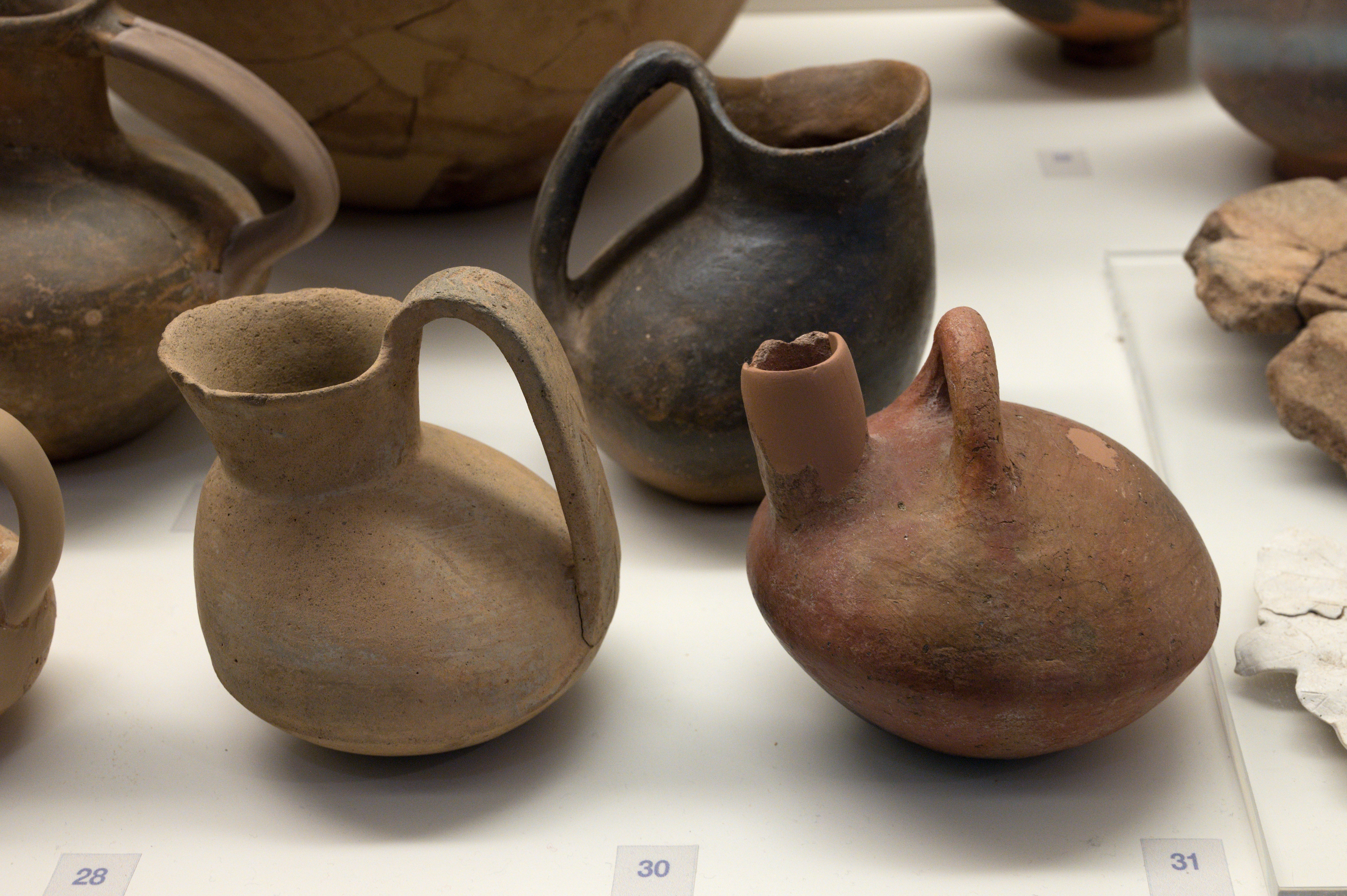
أسكوي (2700-2200 قبل الميلاد).
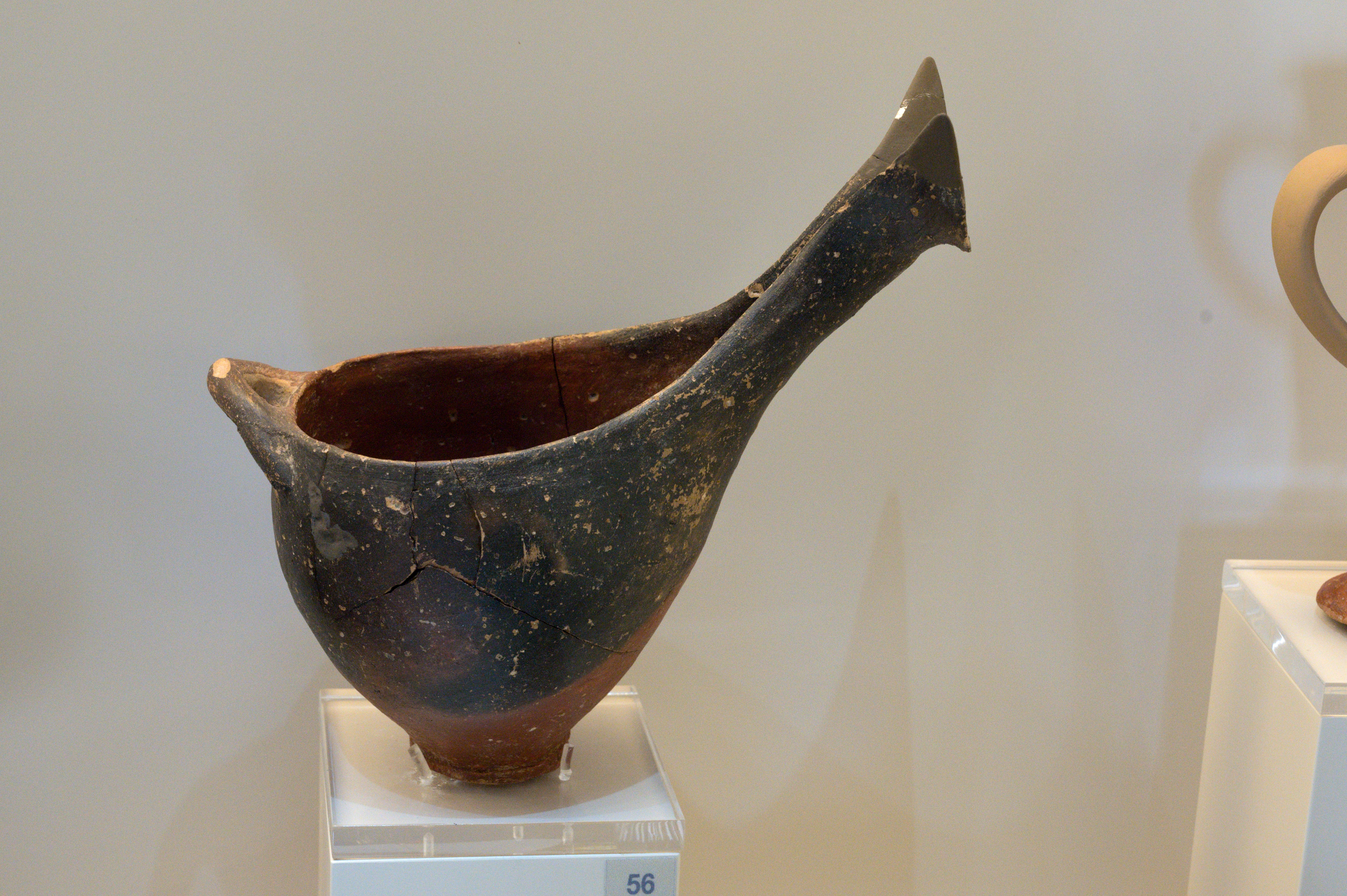
الصلصة، تيرينز (2700-2200 قبل الميلاد).
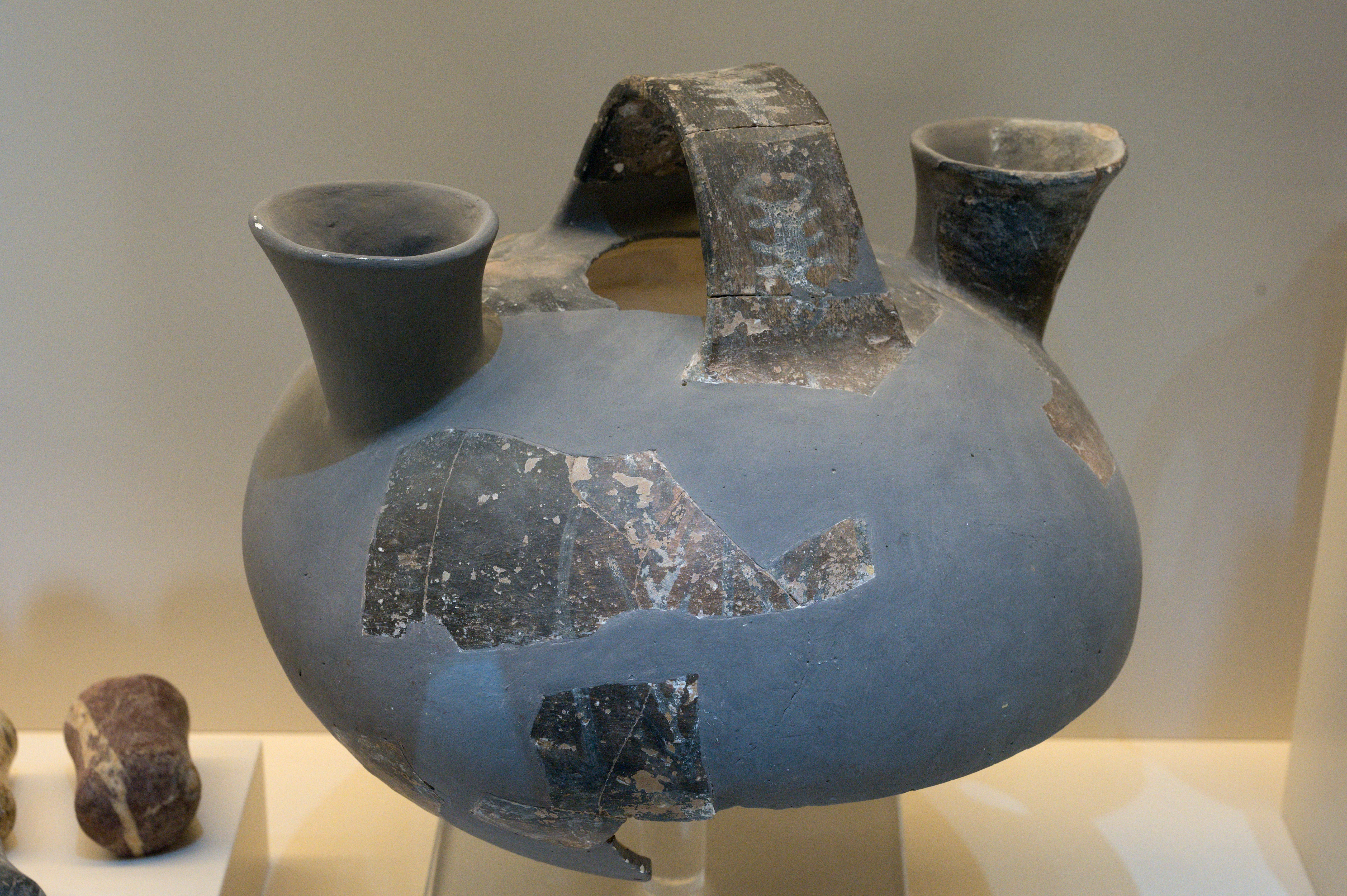
أسكوس مع العقارب (2200-2000 قبل الميلاد).
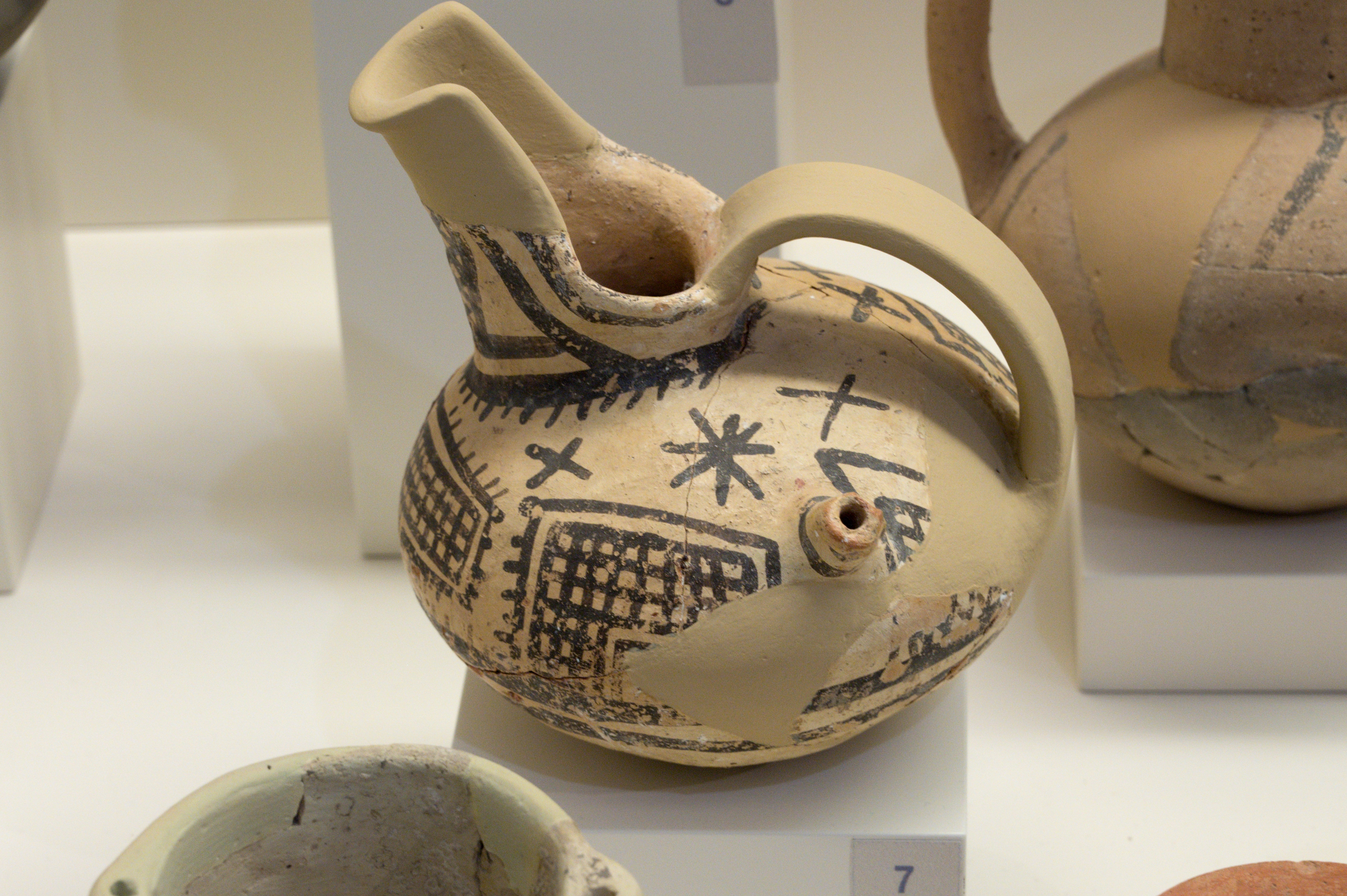
أسكوس؛ برباطي (2200-2000 قبل الميلاد).
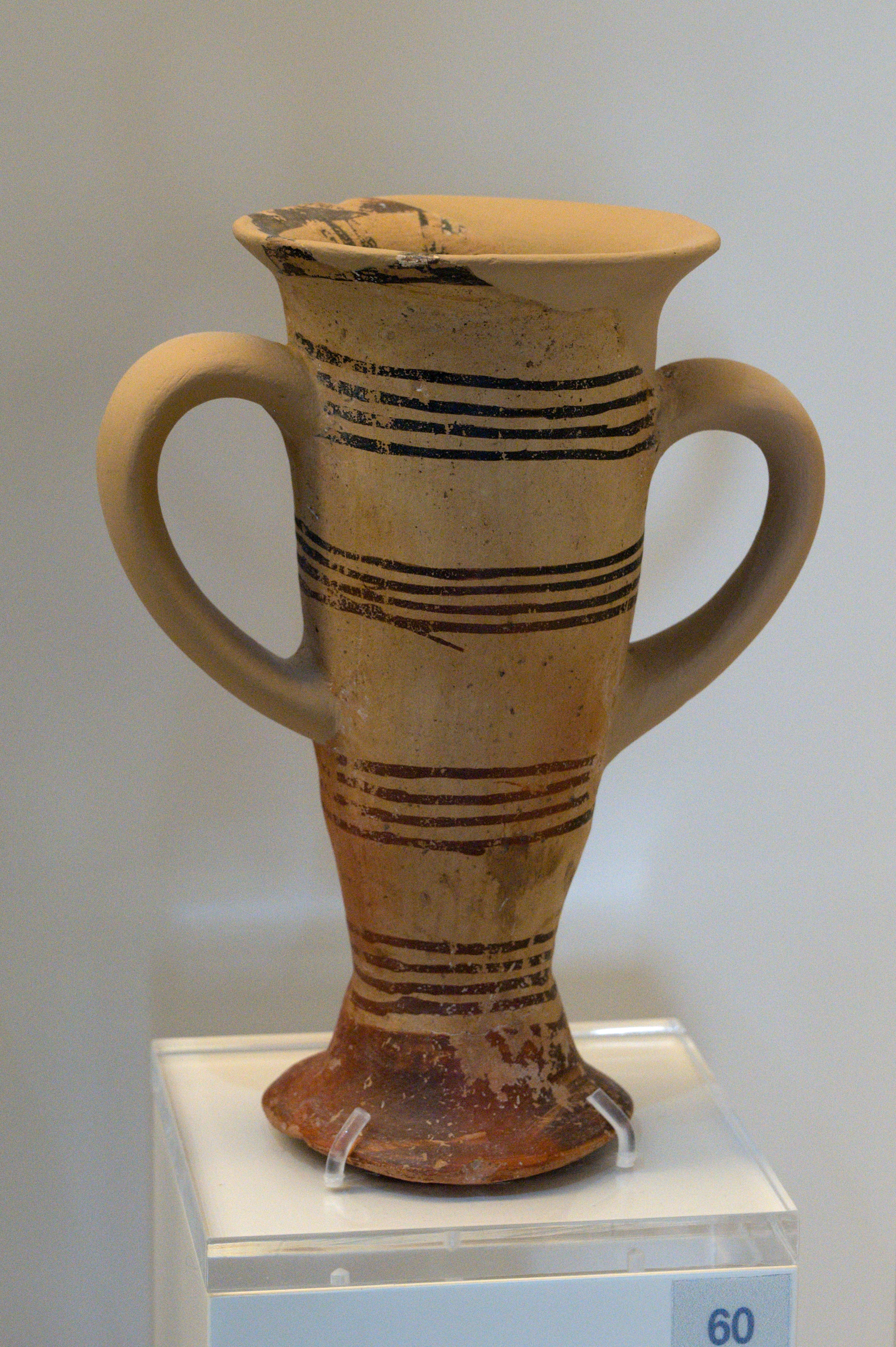
كوب ذو مقبضين (2200-2000 قبل الميلاد).
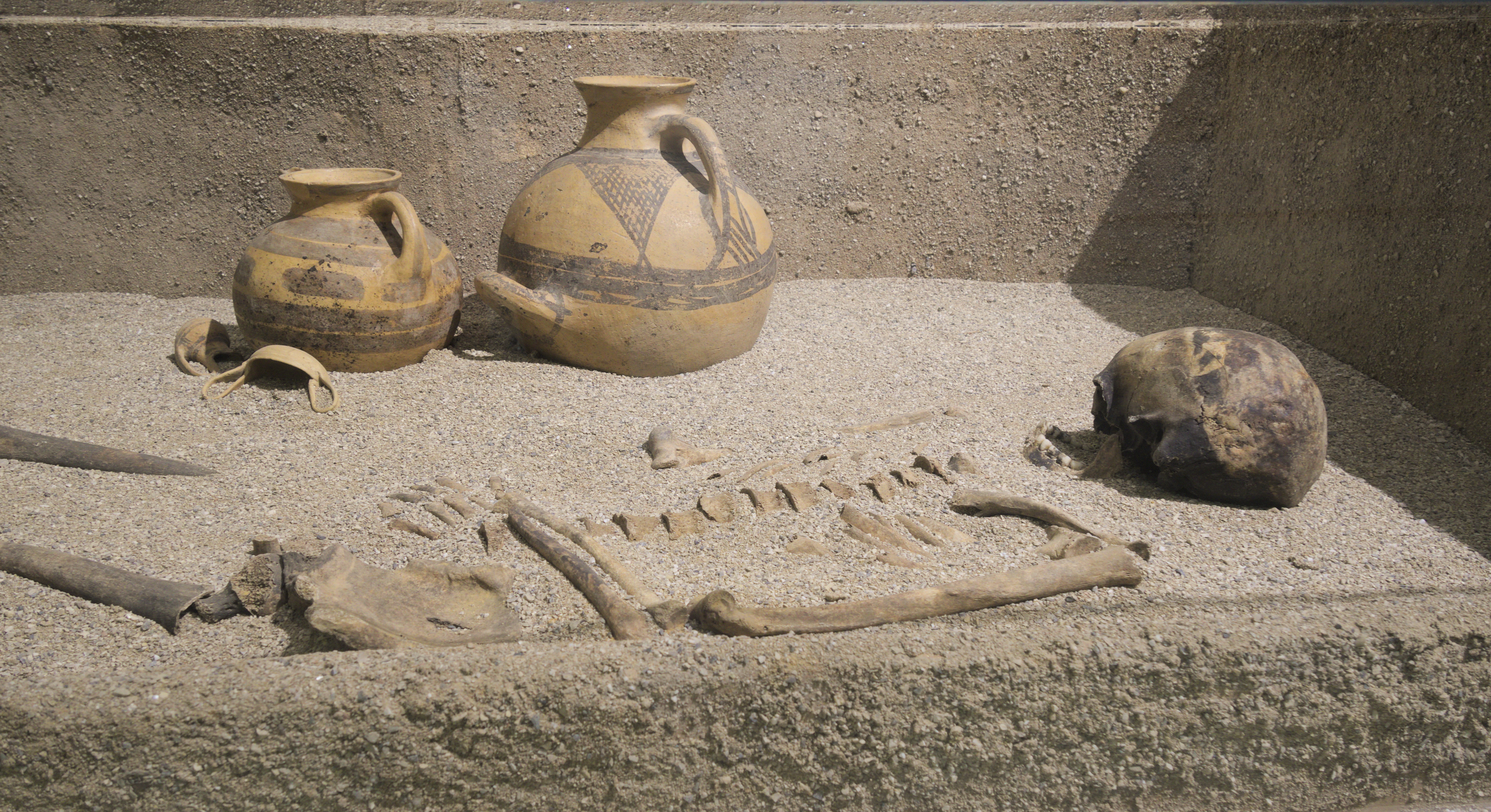
أعيد بناء موقع الدفن الهلادي الأوسط رقم 26 في برباطي.

### نافبليو
كانت نافبليو تُعرف باسم نافبليو في العصور الكلاسيكية القديمة، وكانت تُعرف باسم ميناء أرغوس في أرغوليس القديمة. وقيل أنها تشتق اسمها من نوبلوس (ابن بوسيدون وأميمون). حيثُ ذكر بوسانياس أن المدينة كانت في الأصل مستعمرة للمصريين أحضرها داناوس ابن الملك بيلوس ملك مصر إلى أرغوس، ويُقال إنه ابن بوسيدون.

### ميديا
ميديا (المعروفة في الأصل باسم بيرسيوسبوليس) أُحتفل بها كمقر إقامة إلكتريون (ابن فرساوس وأندروميدا). حيثُ كان يحكمها الملك بروتيوس من أرجوس.
تشمل بقاياها قلعة من العصر البرونزي، وقبر ثولوس، ومقبرة من مقابر الغرف. نُقب عنها من قبل عالم الآثار السويدي أكسل دبليو بيرسون حوالي عام 1926 وتستمر الحفريات تحت رعاية المعهد السويدي في أثينا.
في عام 2006، أُكتشف بقايا نظام دفاعي هيلاديكي في موقع الأكروبوليس العلوي. وعُثر على فخار يعود تاريخه إلى الفترة الهيلاديكية الأولى وأواخر الفترة الهيلاديكية بما في ذلك تمثالين بشريين. استمرت الحفريات في عام 2007 وكُشف عن الهياكل العظمية البشرية في مستوى مع وجود أدلة على التدمير في أواخر فترة الهيلاديك.

## معرض الميسينية

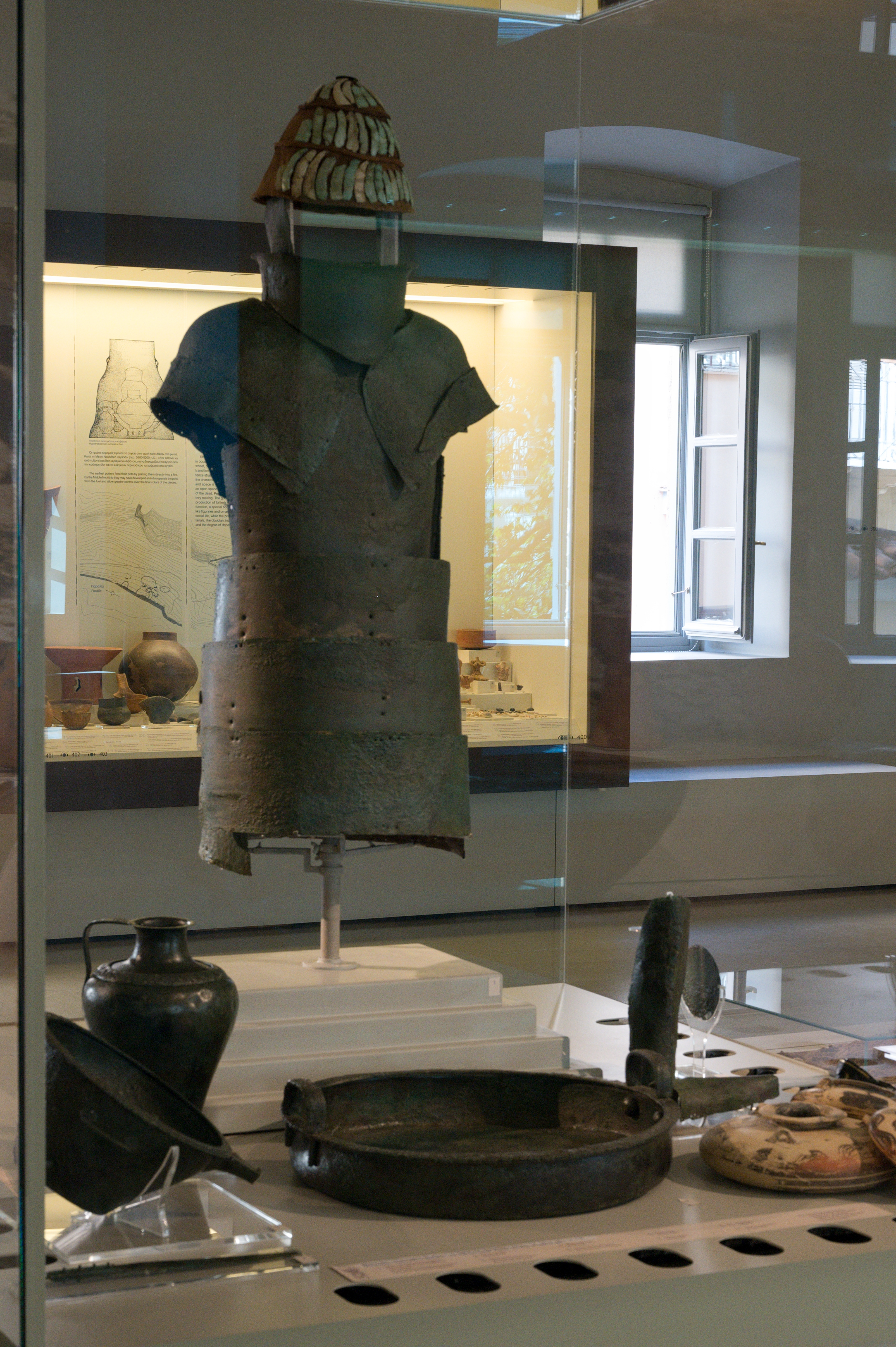
غطاء دندرا مع البضائع الجنائزية، عُثر عليها في مقبرة الغرفة رقم 12 في دندرا.
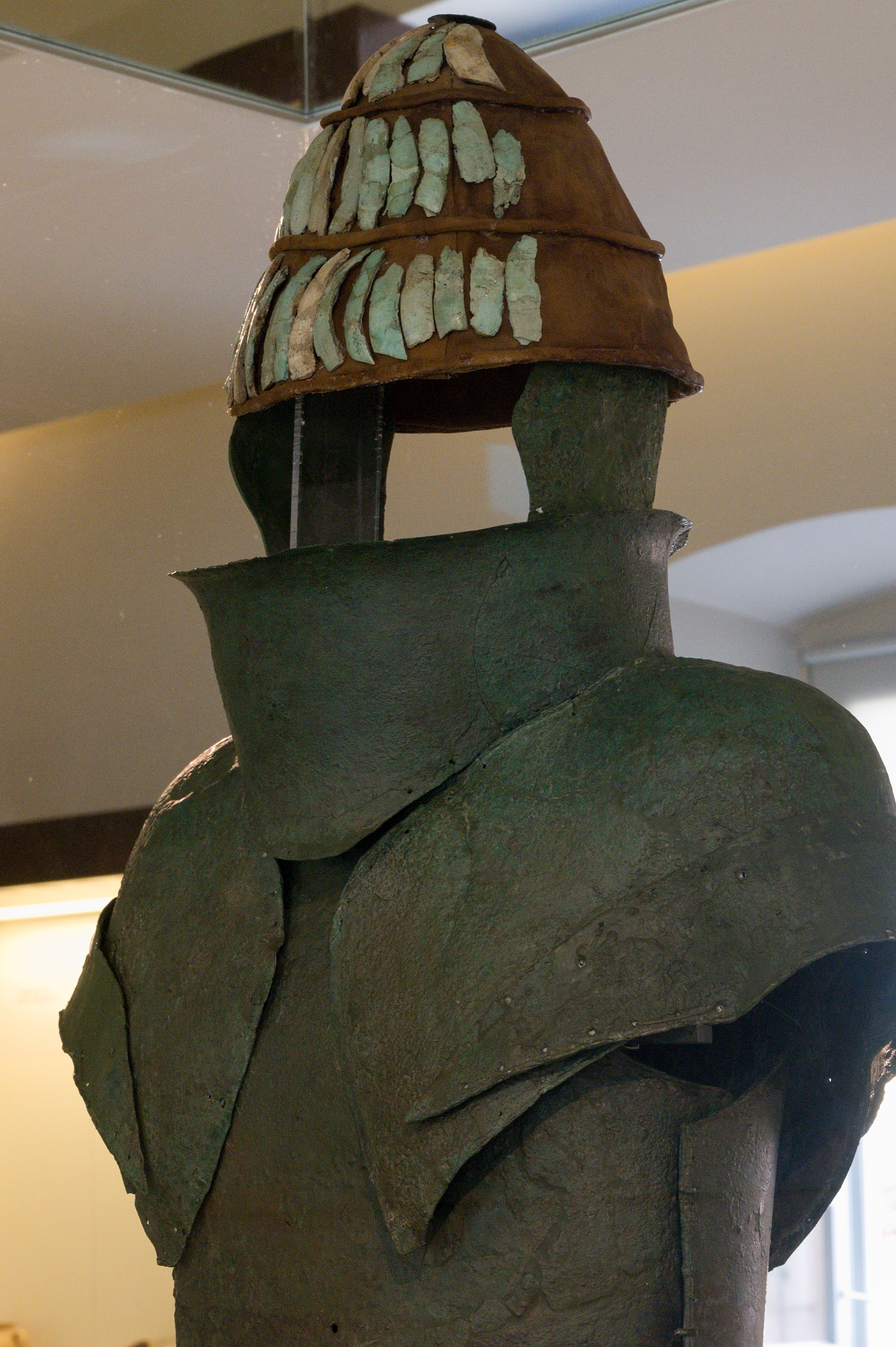
عُثر على بقايا خوذة أنياب الخنزير في مقبرة الغرفة رقم 12 في دندرا.
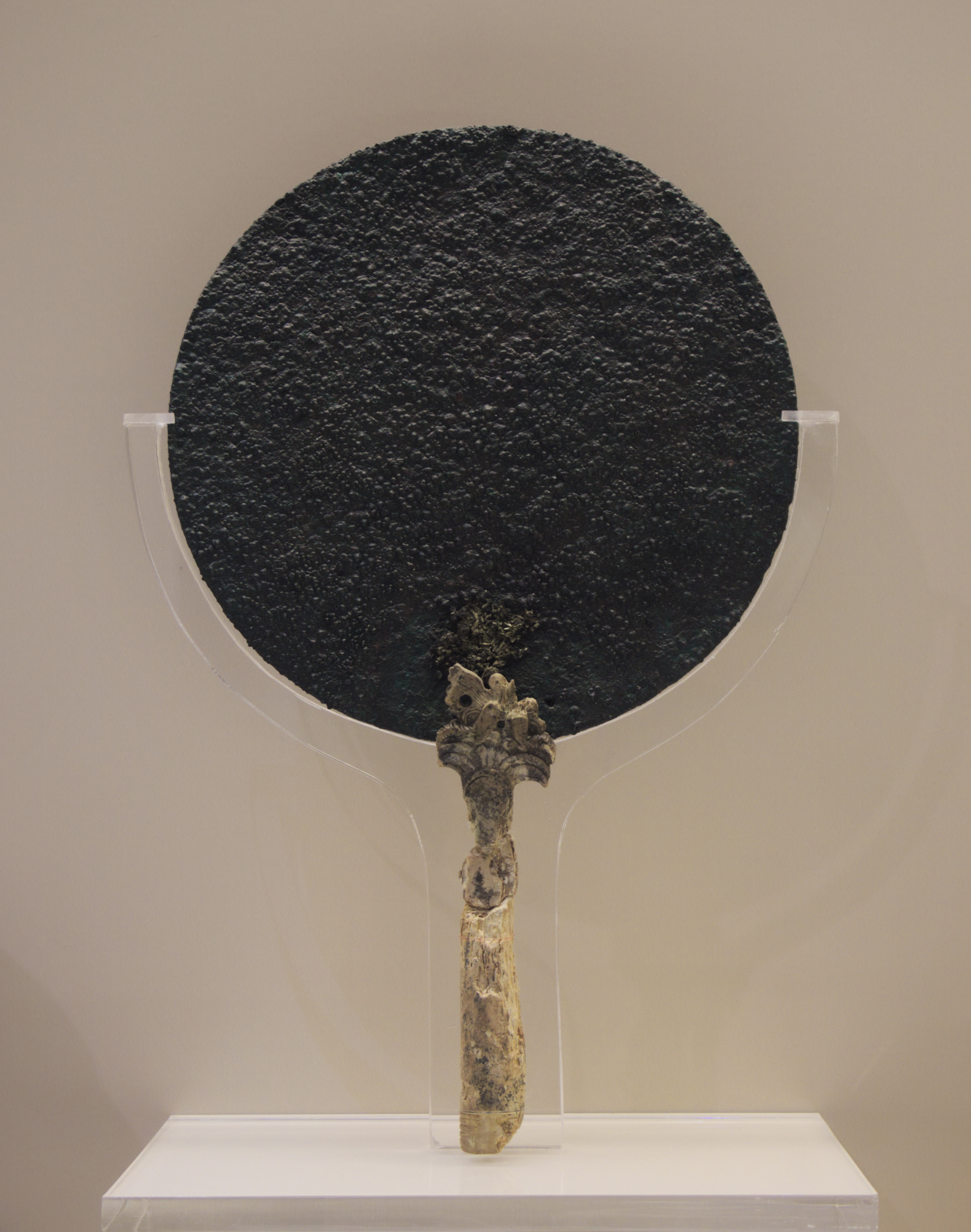
مرآة برونزية بمقبض عاجي (1500-1350 قبل الميلاد).
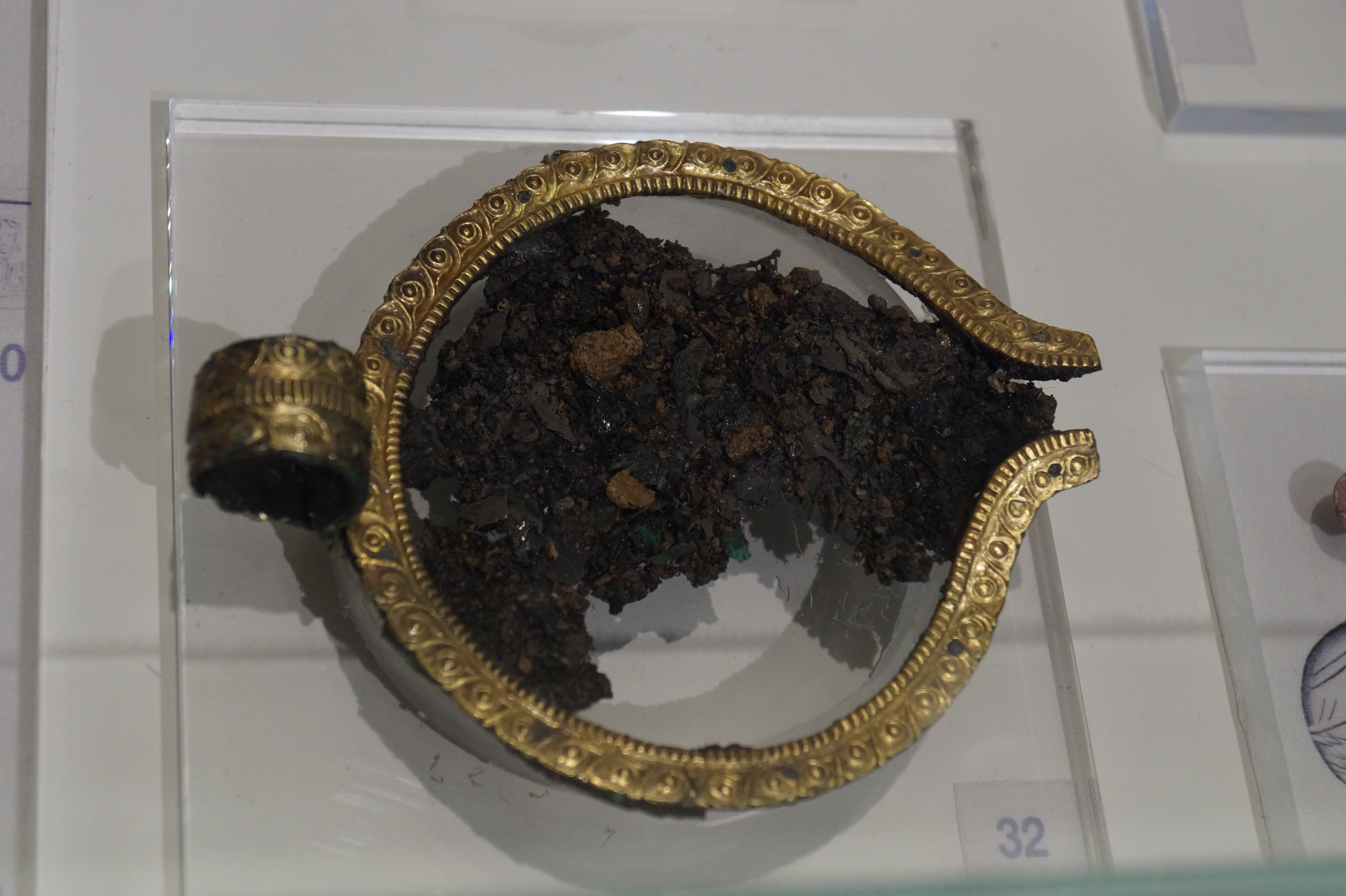
كوب فضي بحافة ذهبية ومقبض من الحفرة الثانية لمقبرة كازارما ثولوس (1500-1450 قبل الميلاد).
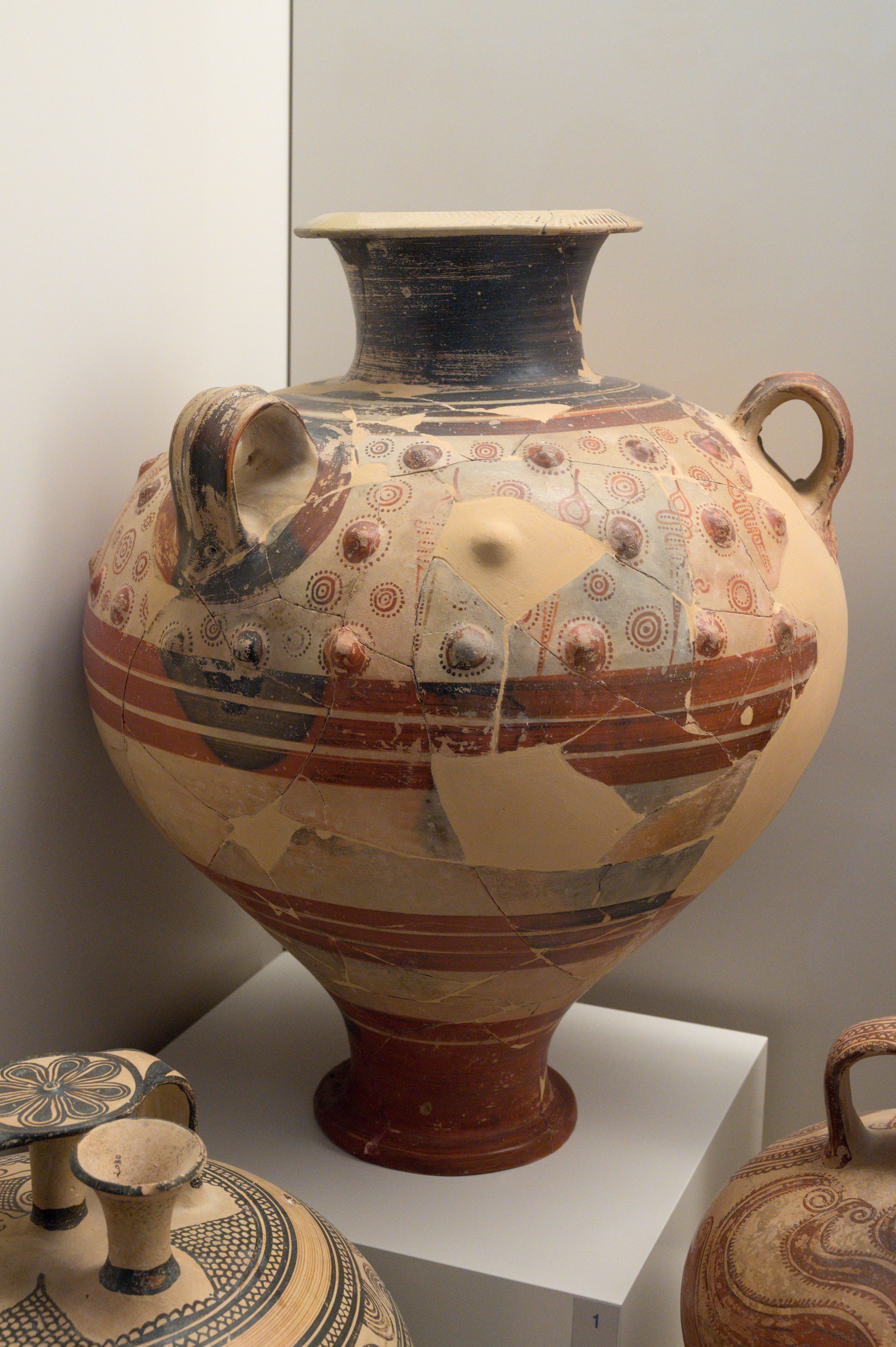
جرة كمثرية وجدت في أسين (1350-1300 قبل الميلاد).
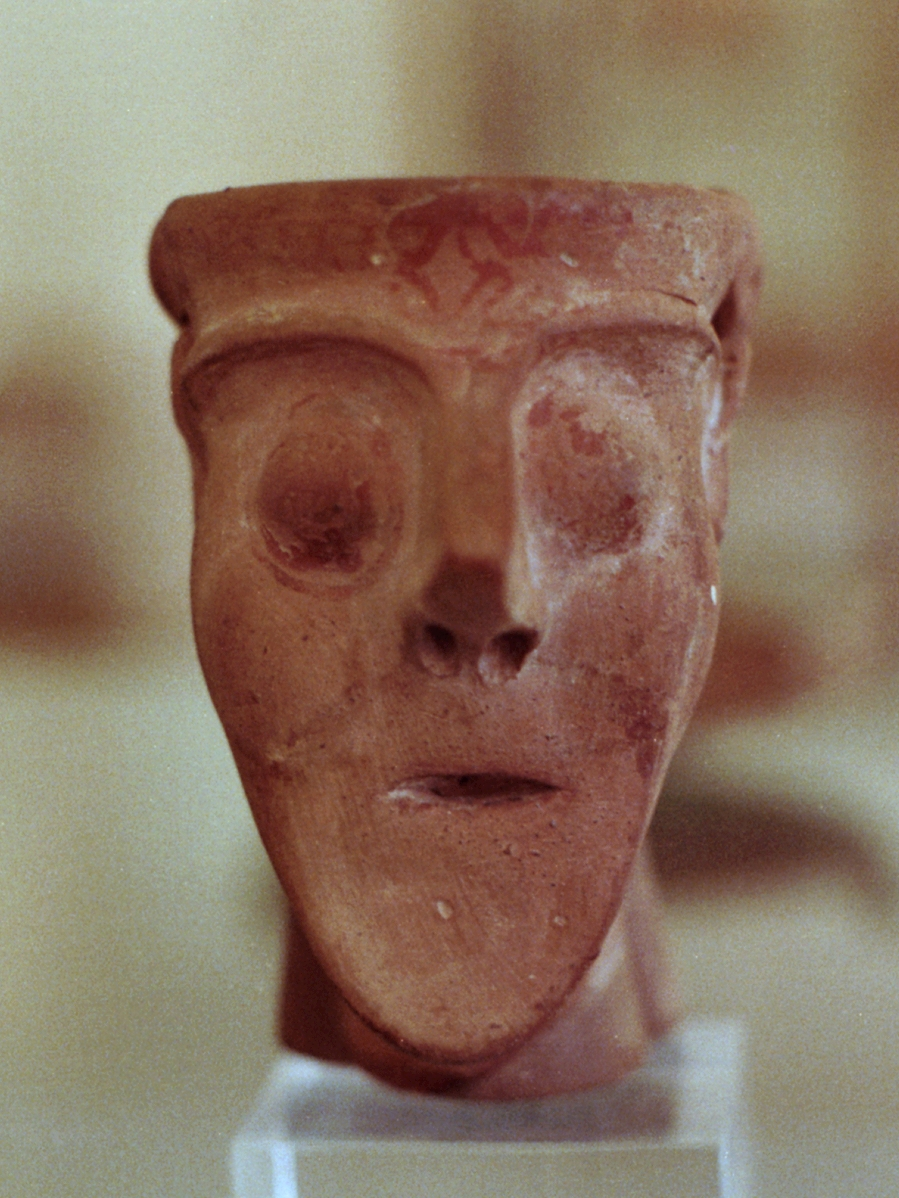
سيدة أسين القرن الثاني عشر قبل الميلاد.
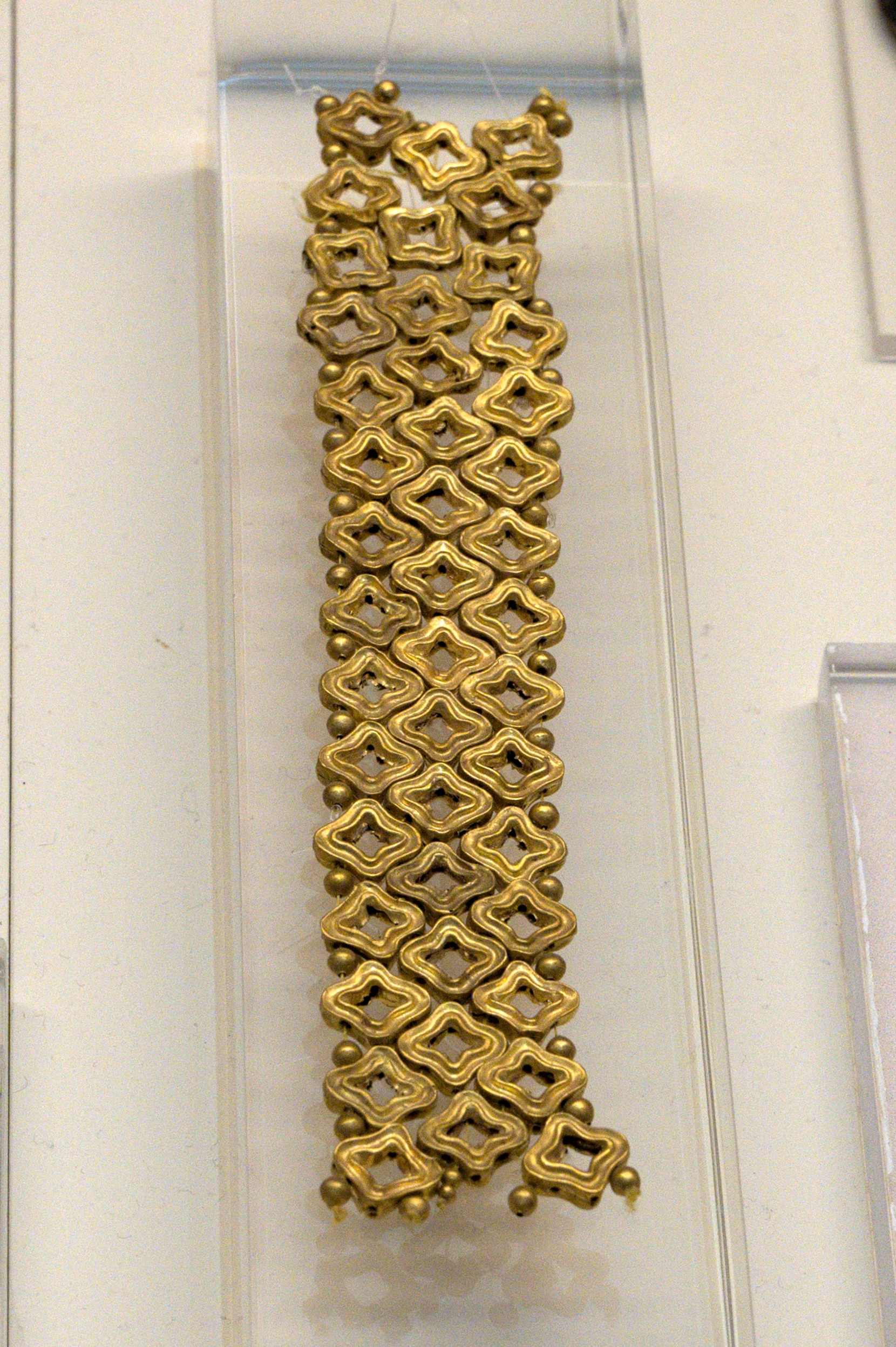
خرزات ذهبية (1500-1350 قبل الميلاد )من أسين، مقبرة الغرفة الأولى.
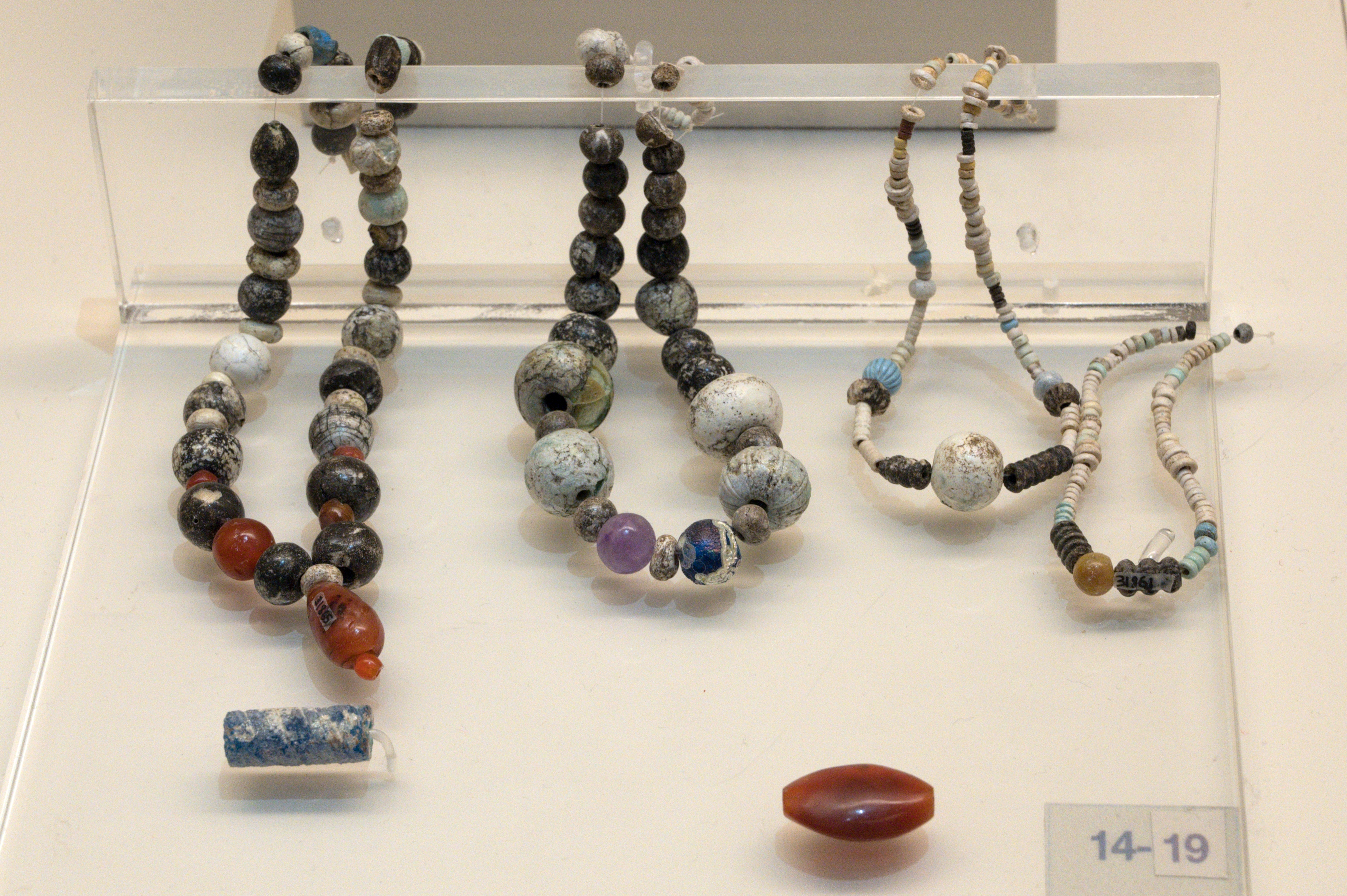
خرز من الزجاج والخزف والجمشت والعقيق، القرن الخامس عشر قبل الميلاد.
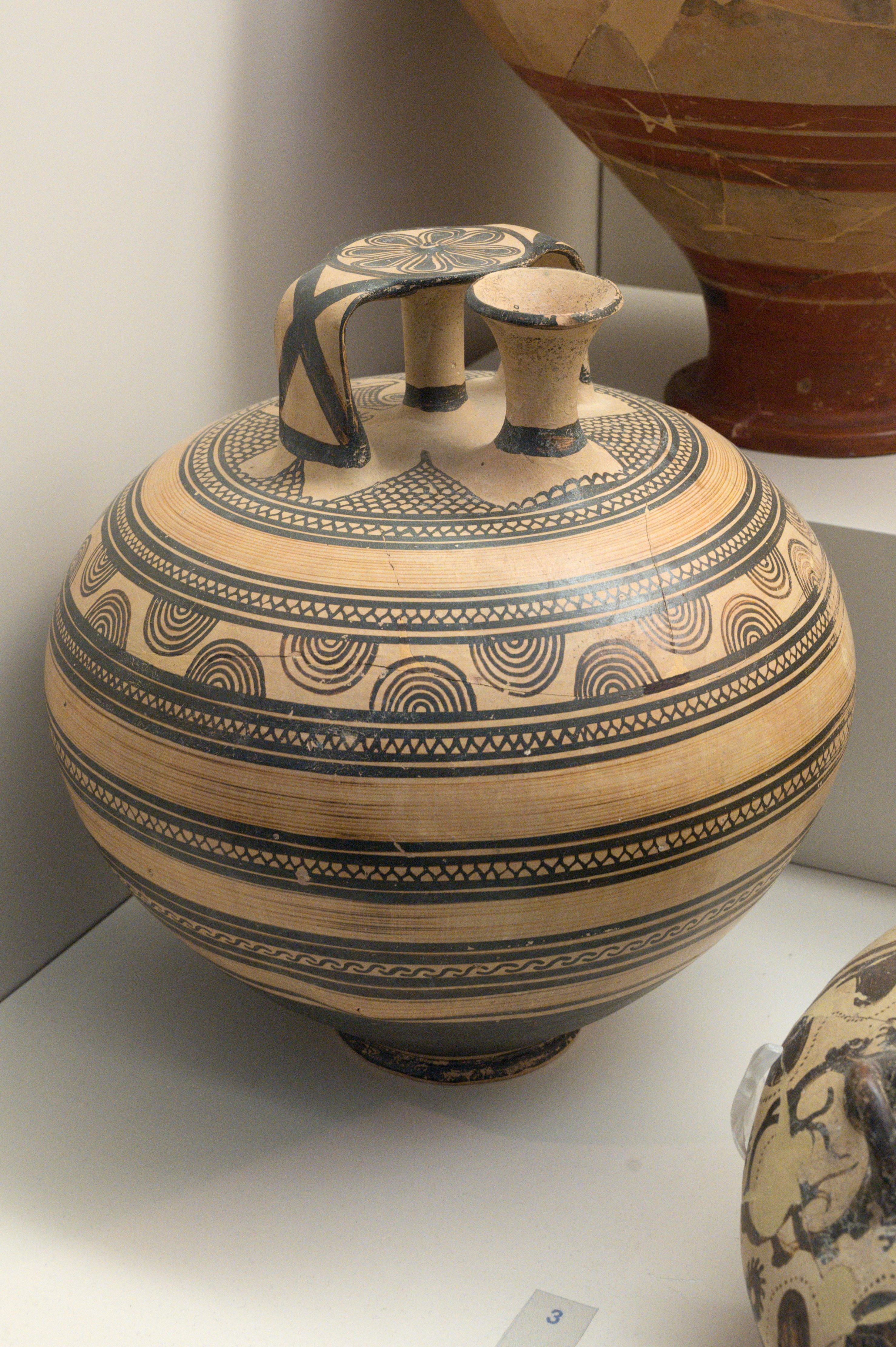
جرة الركاب من أسين 1150-1100 قبل الميلاد.
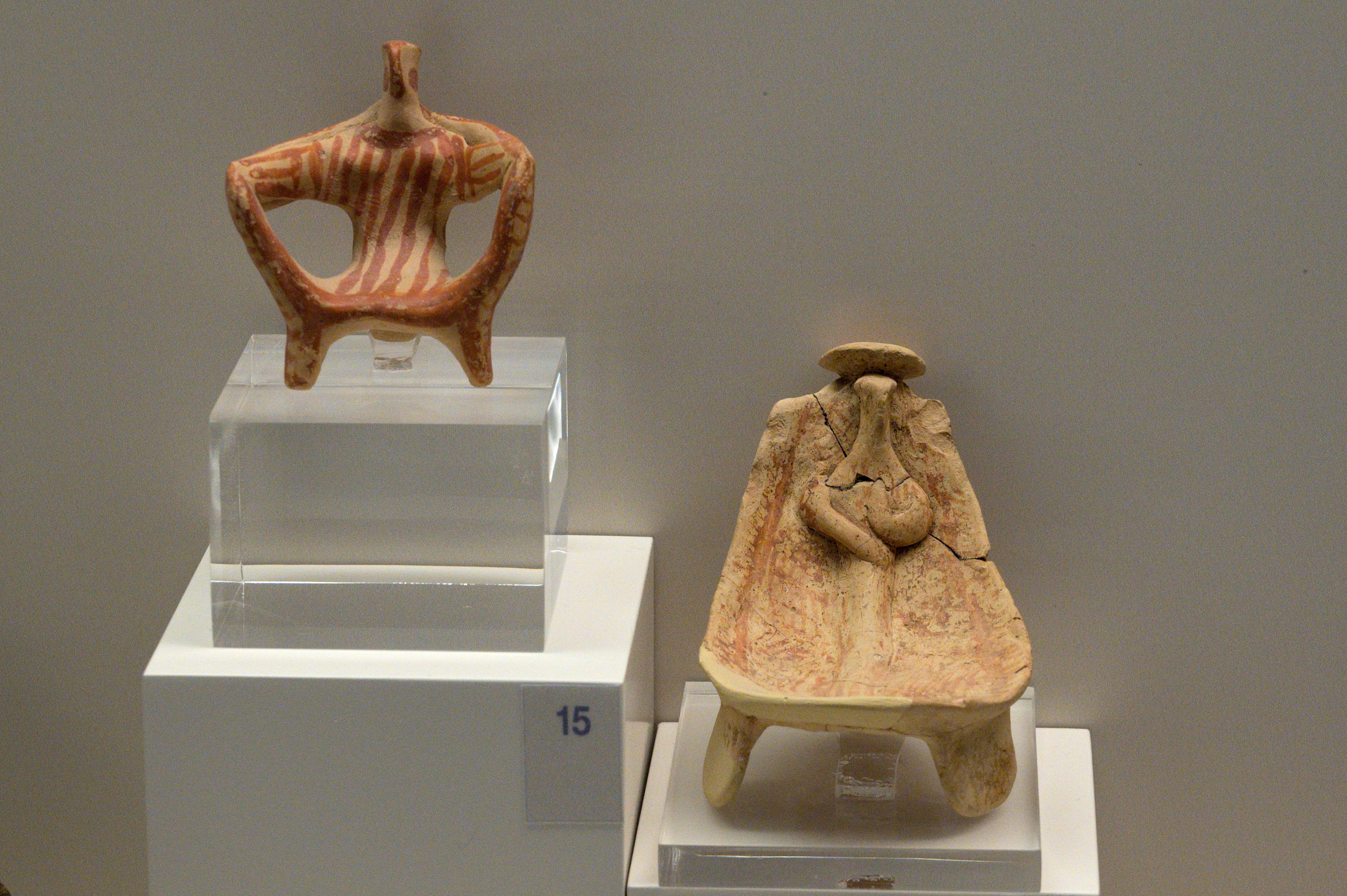
آلهة الطيور المتوجة من باليا إبيدافروس وبرباتي (1350-1300 قبل الميلاد).
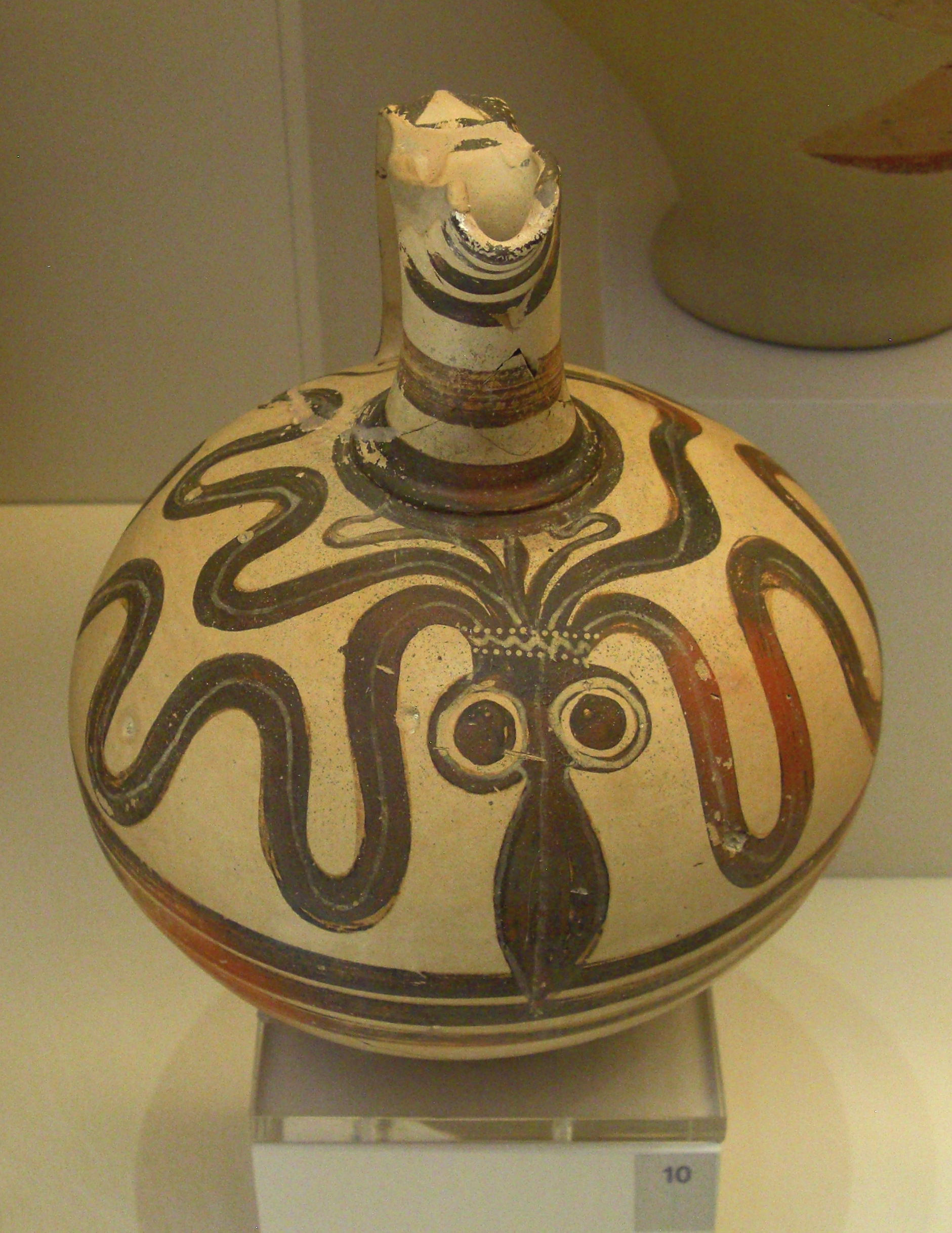
إبريق منقاري به أخطبوط، برباتي، مقبرة الغرفة الثالثة (1350-1300 قبل الميلاد).
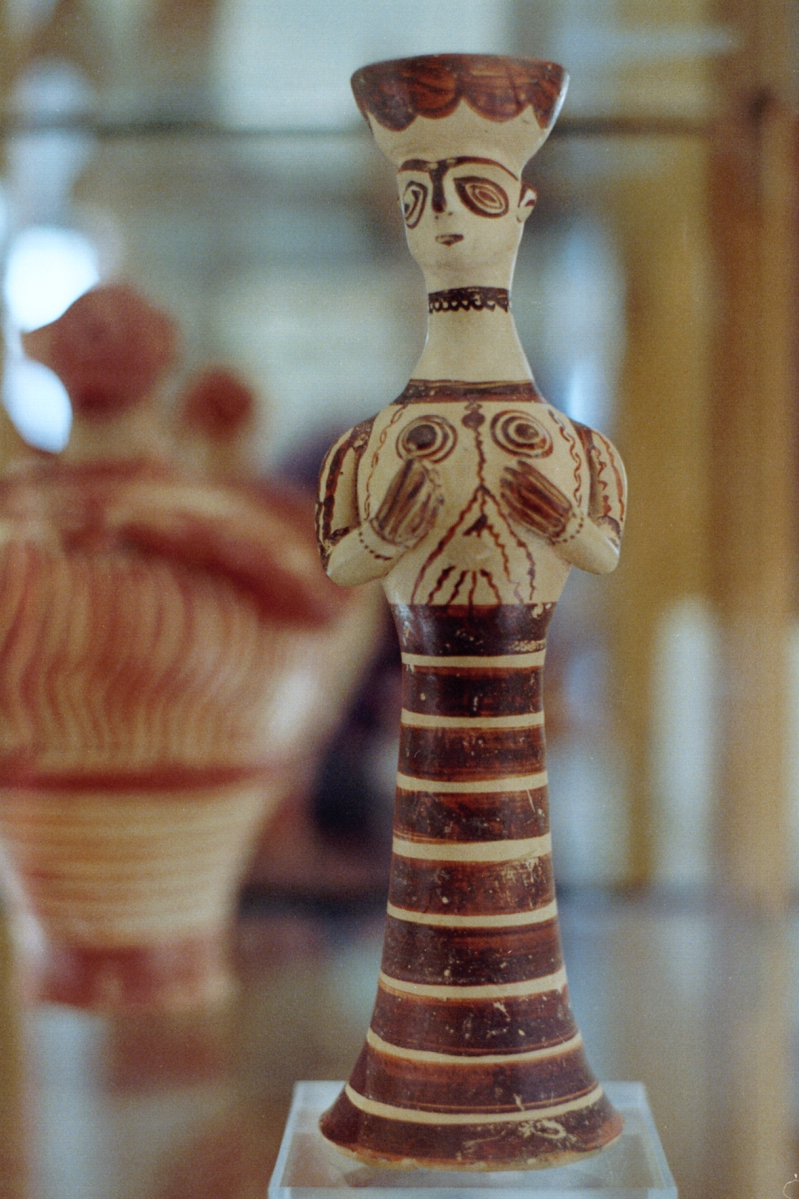
تمثال صغير من الطين من ميديا (1250-1200 قبل الميلاد).
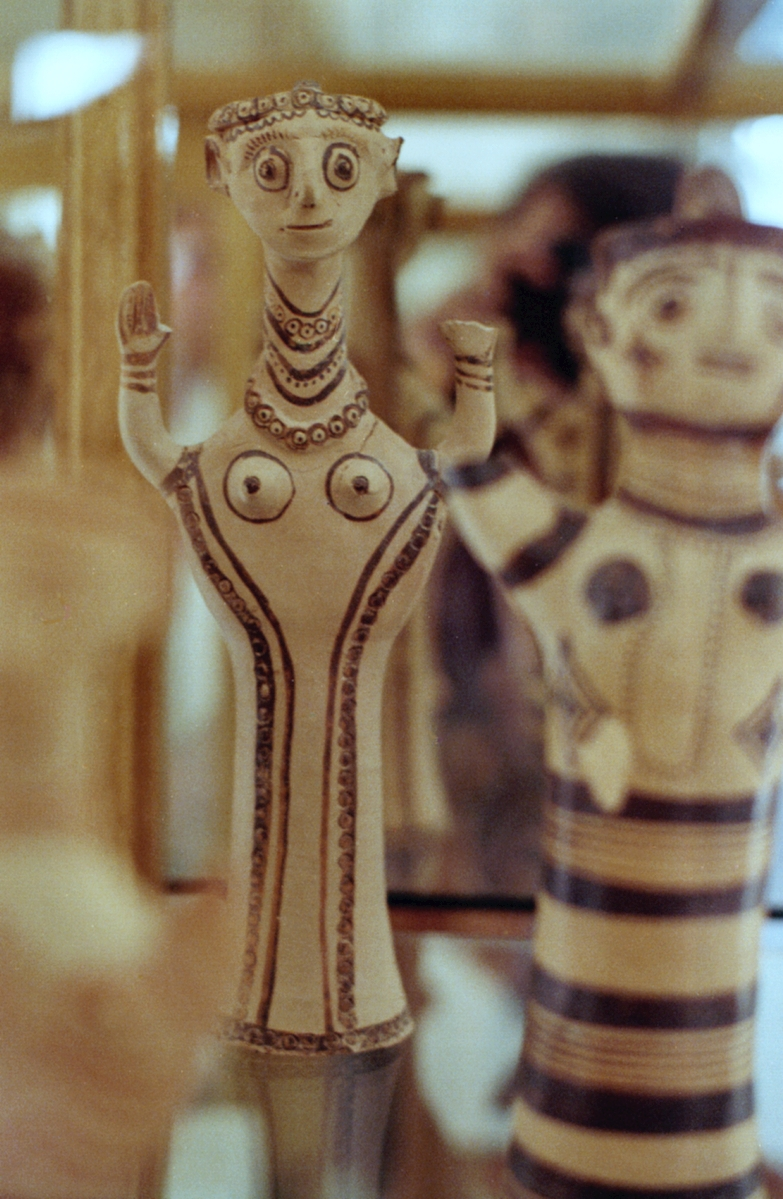
تمثال صغير من الطين من ميديا في القرن الثاني عشر قبل الميلاد.
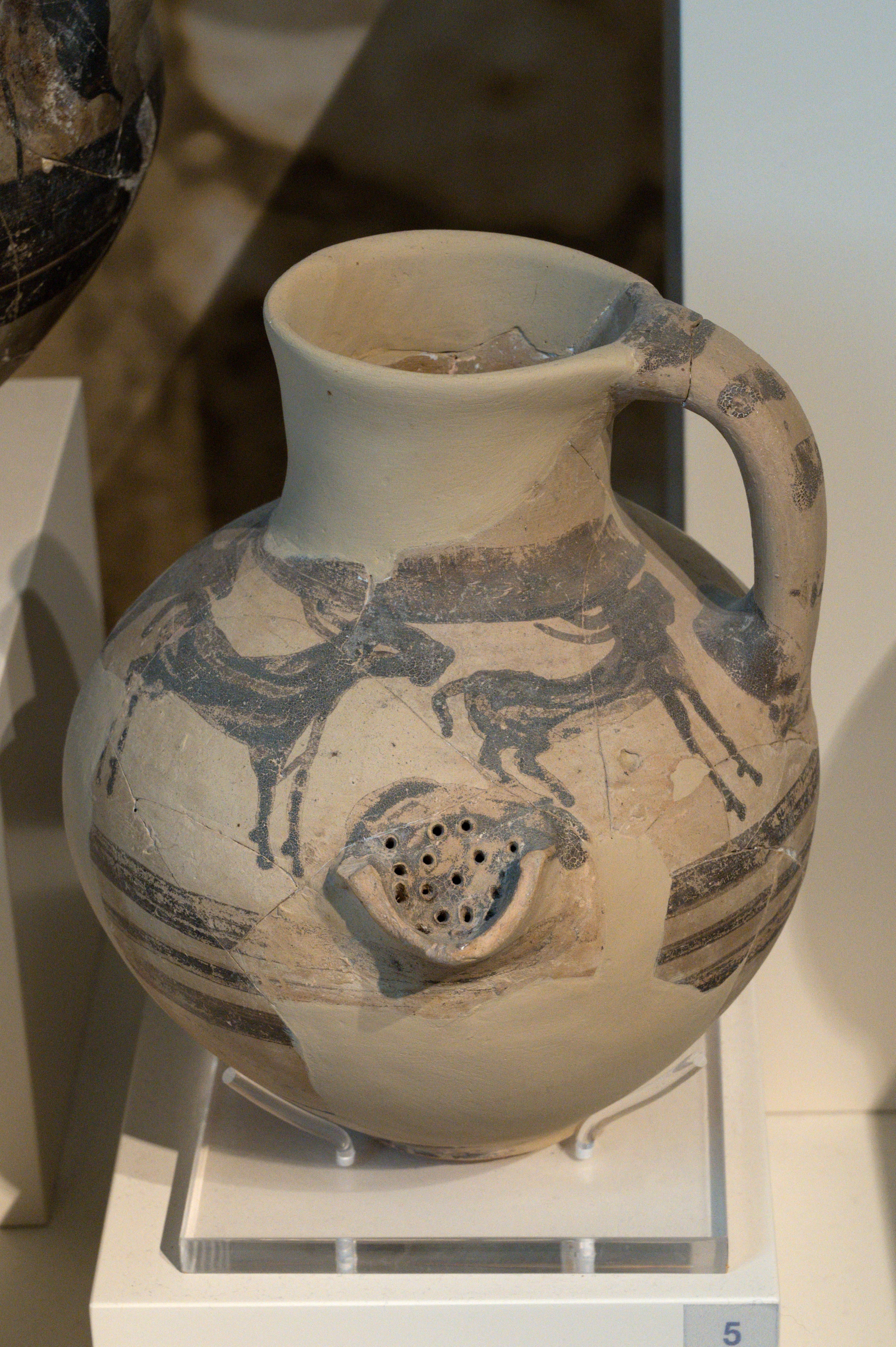
إبريق مصفاة مع رسومات الأبقار، ميديا (1250-1200 قبل الميلاد).